# Nya Varvet
För Nya varvet av 1662, också i Göteborg, se Gamla Varvet
För Nya Varvet i Gröndal i Stockholm, se Nya Varvet, Gröndal

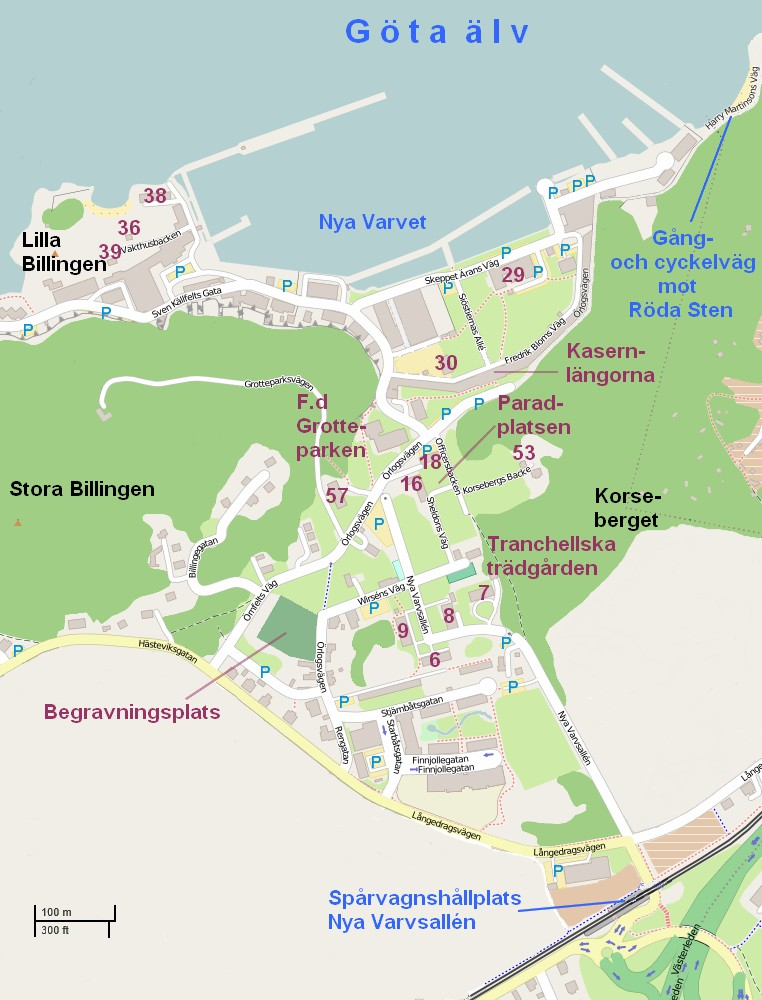
Karta över de centrala delarna av Nya Varvet, med några av områdets byggnadsnummer markerade.

Nya Varvet är en stadsdel, en före detta örlogshamn och ett fängelse i Göteborgs kommun. Stadsdelen har en areal på 80 hektar. Åren 1876–1931 utgjorde området Nya Varvets landskommun.
Området, som är beläget vid mynningen av Göta älv, togs i anspråk som planerad örlogshamn cirka år 1700, i samband med utbrottet av stora nordiska kriget. I slutfasen av kriget, år 1717 och 1719, utsattes örlogshamnen för anfall av danska örlogsfartyg under ledning av viceamiralen Peter Tordenskjold. Senare under 1700-talet användes området mest som förtöjningsplats, men delar av Arméns flotta var baserad här. Varvsverksamhet bedrevs på det 1660 etablerade Gamla Varvet vid Stigberget. I samband med Napoleonkrigen i början av 1800-talet förstärktes försvaret av området, och nya byggnader uppfördes. Därefter skedde en långsam nedtrappning av verksamheten, och området överläts till Fångvårdsstyrelsen 1870 för att nyttjas som fängelse. Efter unionsupplösningen med Norge 1905 fick området återigen ökad betydelse, och under de båda världskrigen skedde ytterligare utökning av den militära verksamheten. Efter ett riksdagsbeslut såldes området till civila intressenter år 1985. Idag finns olika typer av civil verksamhet och privatbostäder i området. Buss- och spårvagnsförbindelse, Långedragslinjen, finns både med centrala Göteborg, och med västerut liggande Långedrag och Saltholmen.
De flesta byggnaderna på Nya Varvet byggnadsminnesförklarades 25 januari 1935. Efter att marinens verksamhet vid Nya Varvet gradvis upphört under 1980-talet delades Nya Varvet upp i tre delområden. Byggnaderna inom ett av dessa tre områden omfattas av byggnadsminnesförklaringen och därmed sammanhängande skyddsföreskrifter. En av dessa byggnader är "officersmässen Nobis", som blev byggnadsminne 1 januari 2005. De två andra husen är byggnad 36, "Gamla vaktstugan", och byggnad 38, "Inventariekammaren", vilka 9 december 1986 förklarades som byggnadsminnen.

## Historia

### Bakgrund
Göteborgs marina försvar genomgick ett antal förändringar under 1600-talet. Efter att fästning, örlogsflotta och varv hade varit samlat vid Älvsborgs slott och skeppsgård, bestämdes 1647 att mindre örlogsfartyg skulle ligga i skydd vid den nyanlagda skeppshamnen "Kungshamnen" vid Stora Bommen, som idag är en del av Packhusplatsen. År 1660 bestämdes att Älvsborgs slott skulle rivas och en ny fästning, Nya Älvsborg, skulle byggas på Kyrkogårdsholmen längre ut i hamninloppet. Samma år togs beslut om att anlägga ett nytt varv, senare kallat Gamla Varvet, på Älvsborgs Kungsladugårds mark vid Stigberget vilken tillhörde Kronan.
Under senare delen av 1600-talet hade Göteborg ingen örlogseskader, utan fartyg stationerades vid staden i orostider. Även nybyggnad och reparationer följde örlogsflottans behov. Mot slutet av århundradet framträdde planer på att förlägga en permanent örlogseskader till Göteborg, och öka skeppsbyggnadsverksamheten. Amiralgeneralen greve Hans Wachtmeister ansåg vid upprepade tillfällen att Sveriges västkust skulle ha ett starkt sjöförsvar.

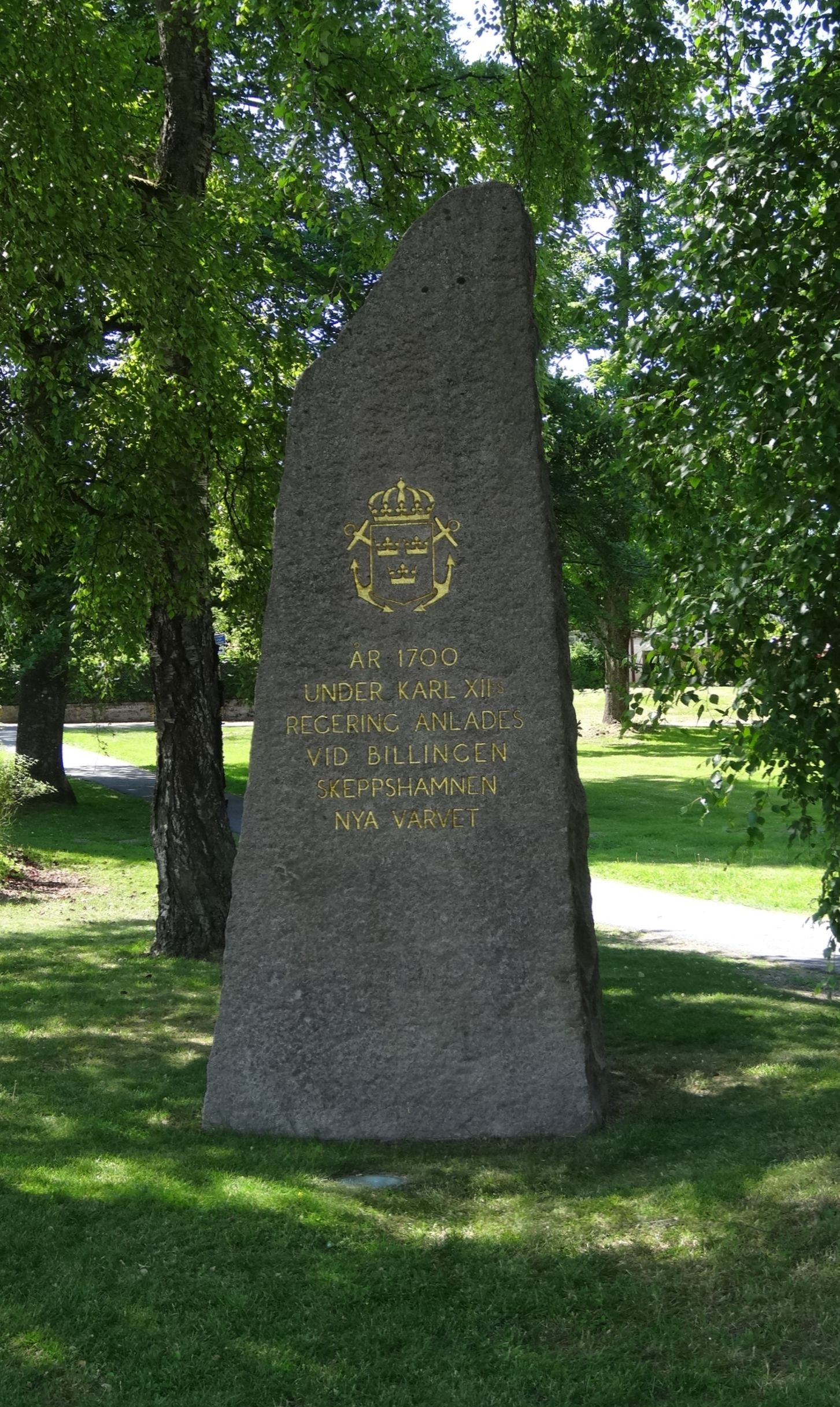
Minnesmärke över Nya Varvets grundläggande år 1700.

I början av år 1698 befallde den 15-årige kung Karl XII att amiralitetskollegiet skulle ge förslag på hur det marina försvaret på västkusten skulle kunna rustas upp och förstärkas. Den 9 maj samma år inkom kollegiet med förslag om att upprätta en stark flottstyrka och en permanent örlogsstation i Göteborg, innefattande både hamn och varv. Fartygen, som skulle byggas snarast i Karlskrona, skulle inte bara vara avsedda för användning inomskärs utan också kunna användas i konvojtjänst och "capable att sustinera någon force och sjömakt", men inte vara alltför stora. Kungen godkände förslaget samma månad.
Kollegiets motivering till förslaget var att en eskader i Göteborg skulle, tillsammans med huvudflottan i Karlskrona, utgöra "likasom tvenne Sveriges armar, varmed Eders Kungl. Maj:t vid påfordrande nödvändighet städse kunde räcka Danmark och låta det förnimma dess force och verkan". Dessutom kunde en västkusteskader skära av förbindelsen mellan Danmark och Norge, hindra landstigningsförsök på västkusten och stödja de svenska besittningarna vid tyska nordsjökusten, Bremen och Verden. Slutligen kunde den stödja svensk handelstrafik i Nordsjön och binda danska sjöstridskrafter, som på grund av hotet från Västsverige inte kunde gå in med full styrka i Östersjön.
På våren 1699 låg tre nybyggda fartyg färdiga att sjösättas i Karlskrona, med avsikt att förstärka Göteborgseskadern på västkusten. Kunglig Majestät påminde om att "..ännu i Göteborg ingen ort är utsedd, varest hamnen skulle bliva för bemälte eskadren, icke heller någon anstalt gjord om varvet därsammanstädes, antingen att det gamla varvet därtill är tjänligt eller icke samt huru djupt farvattnet är emellan Gamla Älvsborg och varvet."
Den 6 juni utsåg amiralitetskollegium en expertgrupp bestående av schoutbynacht Otto Siöstierna, kapten Johan Kuylenstierna och skeppsbyggmästaren Charles Sheldon. Dessutom skulle generalkvartermästarlöjtnanten Paul Leijonsparre hjälpa till med kartritning. Den 26 augusti inlämnades expertgruppens förslag. Av de undersökta platserna vid Stora Bommen, Hållgårdsporten, Gamla Varvet vid Stigberget och slutligen Billingen i Västra Frölunda socken rekommenderades den sistnämnda platsen till att anlägga varv och örlogshamn.
Amiralitetskollegium anslöt sig till expertgruppens förslag och beskrev platsens fördelar "särdeles till dess bekväma situation vid själva åmunnen, så att skepp där förlagda utan någon synnerlig möda och i all hast, när så nödigt fanns, kunde bringas ut och i hamnen". Djupet vid Billingen ansågs vara tillräckligt, och platsen låg också avsides ifrån staden "så att intet så hastigt kunde bliva kundbart, vad som med flottan företages, utan allt med så mycken större tysthet verkställas".

### Uppbyggnad

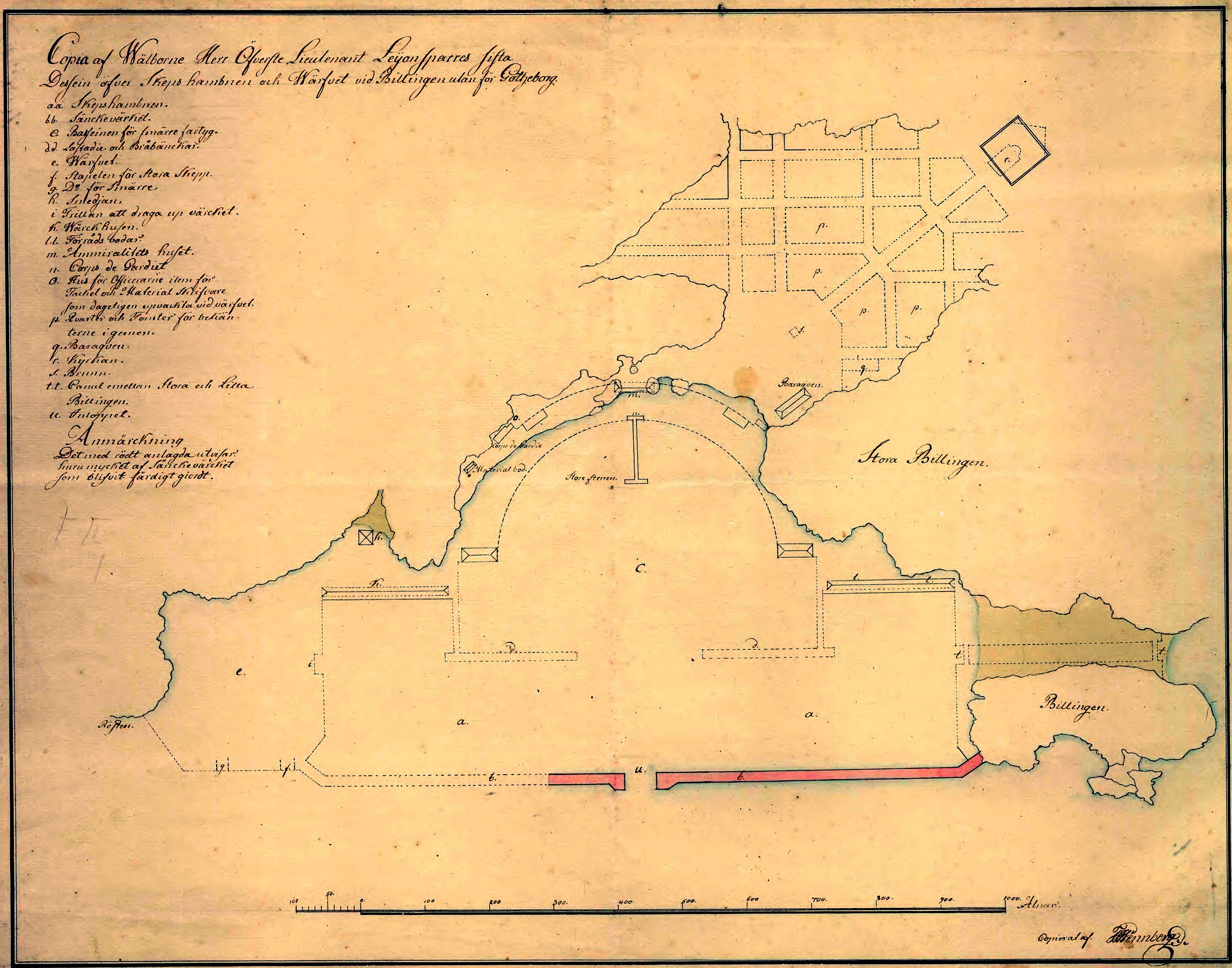
Kopia av Leijonsparres förslag till ny örlogshamn och varv mellan Lilla Billingen och Röda sten från 1699. Söder är uppåt på ritningen.

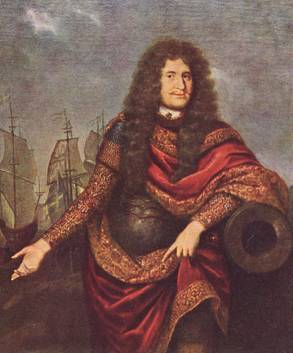
Under ledning av amiral Erik Carlsson Sjöblad påbörjades uppbyggnaden av Nya Varvet.

Kung Karl XII godkände även det förslaget den 4 september 1699 och gav i uppdrag åt Leijonsparre att upprätta en ritning över ett nytt kronovarv. På nyåret 1700 utnämndes amiral Erik Carlsson Sjöblad till guvernör över Göteborg och Bohuslän, samt chef för amiralitetet i Göteborg. Sjöblad hade 1678 utnämnts till amiral, 29 år gammal. Arbetet med att bygga ut den nya hamnen påbörjades snabbt. Han begärde pengar för att kunna utrusta de kommande fartygen, utföra arbeten på Gamla Varvet så att fartygen tillfälligt kunde förläggas där, samt bygga förråds- och provianthus vid det nya varvet. Den 31 mars samma år anlände den nybyggda fregatten Fredricus (36 kanoner) från Karlskrona. Den 2 respektive 5 april anlände också snauen Mjödhunden (6), och fregatten Jägaren (16) som de tre första fartygen till den nya Göteborgseskadern.
Efter att ha verkställt lodningar under vintern 1700-1701, fann Sjöblad att djupet vid Billingen inte stämde med den tidigare kommissionens mätningar. Han föreslog därför att muddring skulle utföras vid Billingen, samt att stapelbäddar och smedja skulle flyttas till annan plats än som tidigare projekterats. Den 23 juli 1701 godkändes ändringsförslagen.

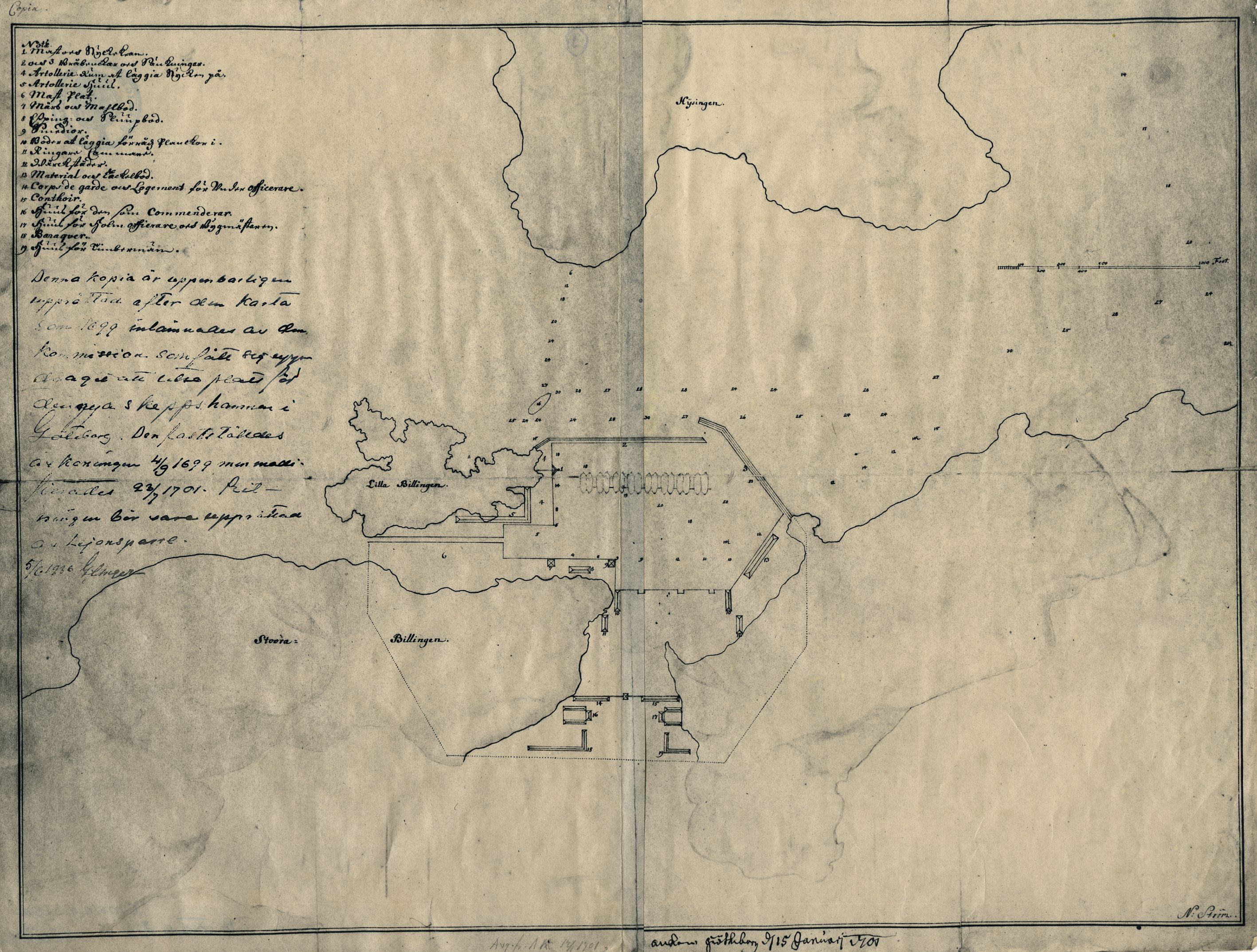
Kopia av Leijonsparres förändrade förslag till ny örlogshamn.

Det nya planen innebar att hamnen skulle inneslutas med två pirarmar, bestående av sänkverk gjorda av stenkistor. Fartygen skulle förtöjas i västra delen av hamnen vid dykdalber. Den inre, mycket grunda delen av hamnen skulle fyllas ut och förses med kaj. Kanslihus och bostäder för officerare, underofficerare och manskap skulle förläggas öster och söder om Stora Billingen.
Sjöblad fråntogs sin befattning 1711, anklagad för oegentligheter, och avlöstes av schoutbynacht Axel Lewenhaupt som chef över Göteborgseskadern. Denna utnämning skedde med viss tvekan eftersom Lewenhaupt "varit graverad", det vill säga fått allvarliga anklagelser mot sig i några tidigare rättegångar, och uppträtt mot viceamiralen Cornelius Anckarstjerna "med missfirmliga ord och åthävor samt oanständiga dispyter". Till ny guvernör, eller landshövding, utsågs i stället (som brukligt var) en general - friherre Karl Gustaf Mörner. I samband med chefsbytet gjordes en sammanställning av de arbeten som dittills utförts på Nya Varvet under Sjöblads ledning. En pir hade byggts upp med hjälp av 19 sänkverk. Dessutom hade 29 dykdalber slagits ner i hamnen för förtöjning. Ett vakthus, corps de garde, hade byggts på Lilla Billingen, och ett staket med vaktkurar mellan Lilla och Stora Billingen. En bod för småbåtar, 35 meter lång och 18 bred, hade byggts och dessutom ett timrat hus och en stenbrygga. För byggnadsarbetet hade också tillverkats bryggor och flottar att bygga på. Åtskilliga kranar hade tillverkats, bland annat en kranflotte, samt en smedja. Under Lewenhaupts chefstid, fram till våren 1716, rådde en livlig byggnadsverksamhet på Gamla Varvet, men den nya anläggningen lämnades i stort sett åt sitt öde, och fick mest användning som tillfällig förtöjningsplats åt eskaderns fartyg.

### Stora Nordiska kriget

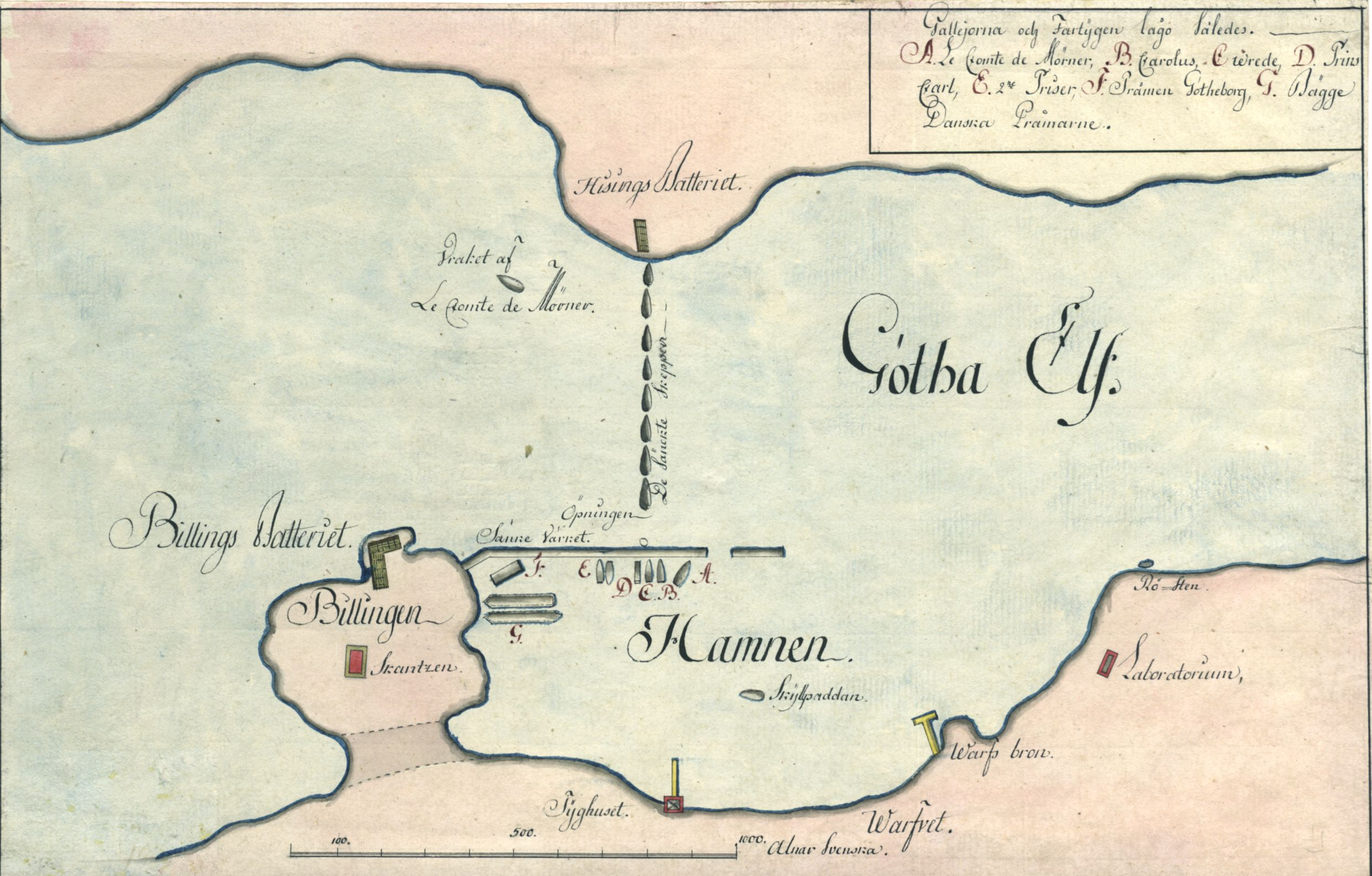
Området runt Nya Varvet, med inneliggande fartyg, i samband med amiral Tordenskjolds attack hösten 1719.

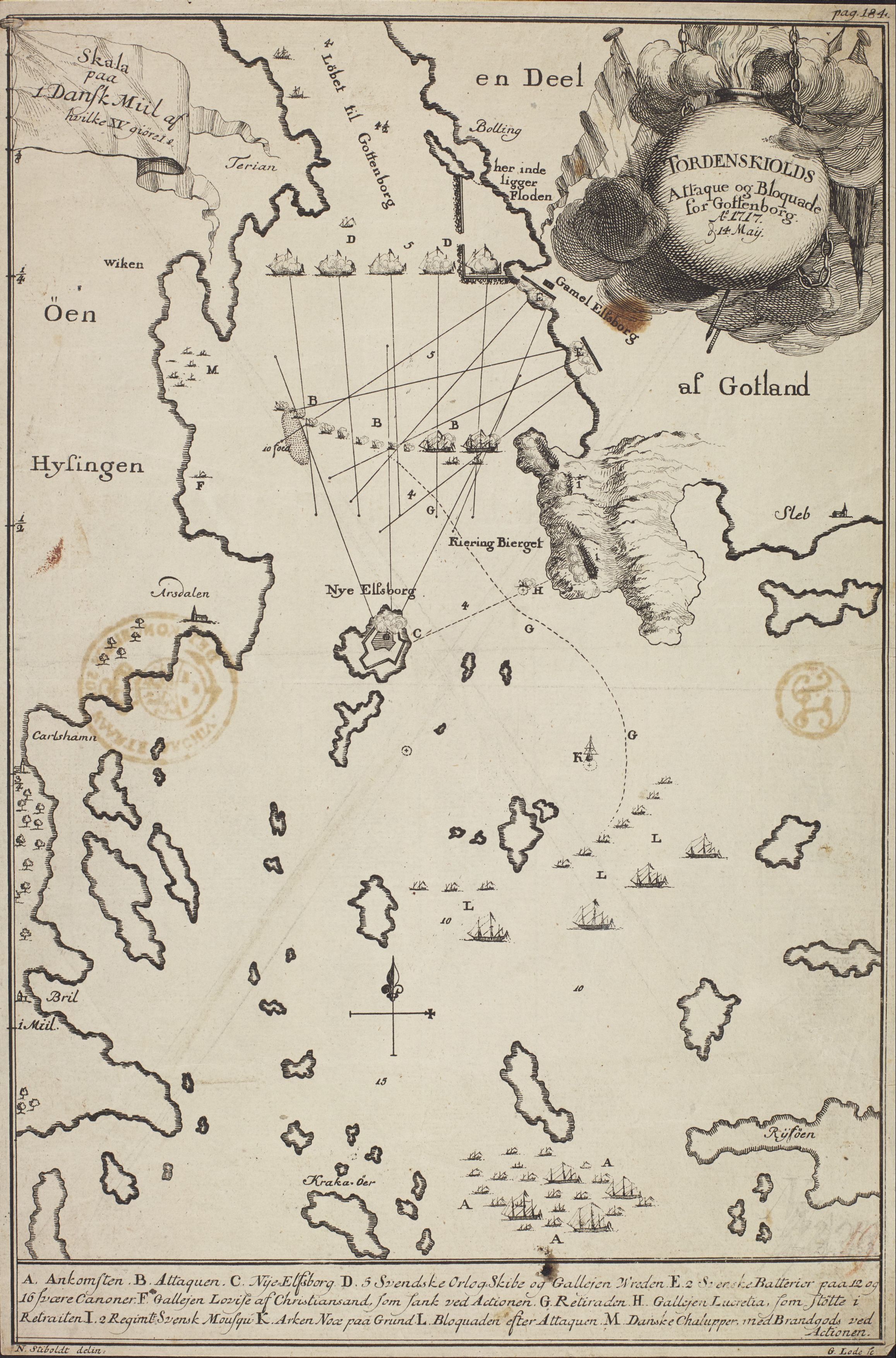
Tordenskiolds Attaque og Bloquade for Gottenborg 1717. Samtida kopparstick, vy från väster. Bildkälla: Det Kongelige Bibliotek, Köpenhamn.

Under 1710-talet drogs svenska västkusten in mer aktivt i krigshandlingarna. Den av kung Karl XII sanktionerade kaparverksamheten, som utgick från Göteborg, utökades och innebar att även kronovarven och vissa örlogsfartyg användes i kaperiets tjänst. Efter det avbrutna svenska anfallet på Norge 1716, anföll den dansk-norske kommendören Peter Tordenskjold den 3 maj 1717 i ett försök att nå fram till Nya Varvet. Anfallet slogs tillbaka av svenskarna efter cirka fem timmars strid med hjälp av fästningen Nya Älvsborg, kustbatterierna runt hamninloppet, fyra fregatter på Göta älv och galären Wrede inne i hamnen.
Efter det svenska anfallet mot Norge 1718 och Karl XII:s död, gjorde Tordenskjolds eskader ytterligare attacker mot Göteborgsområdet under sommaren 1719. Karlstens fästning på Marstrand intogs och fästningen Nya Älvsborg anfölls i juli. Vid det senare anfallet kunde de tre, på Nya Varvet baserade galärerna Carolus, Wrede och Lucretia upprepade gånger förse fästningen med manskap och utrustning. Slutligen genomförde galärerna ett anfall mot närliggande Lilla Aspholmen, vilket tvingade danskarna att lämna Nya Älvsborgs närområde. Då blockaden av Göteborgs hamninlopp fortsatte, lyckades svenska fartyg att via Göta och Nordre älv anfalla danska fartyg vid Grötö och föra dessa tillbaka till Nya Varvet den 1 september. 
Tordenskjold hämnades natten till den 27 september, då besättningarna på ett antal danska slupar lyckades övermanna hamnvakten på Nya Varvet och döda en fänrik. Inkräktarna försökte därefter föra ut ett antal av fartygen i hamnen, men dessa fastnade på hinder i älven. Några av fartygen sattes i brand. Efter attacken kunde danskarna ro iväg oskadda i nattmörkret, trots intensiv svensk beskjutning.

### Bristande resurser
Den tidigare engelske sjöofficeren Thomas Chapman var varvschef, så kallad holmmajor, på Nya Varvet mellan 1720 och 1738. Hans son, senare skeppsbyggmästaren Fredrik Henrik af Chapman föddes här 1721. Under de följande årtiondena pågick reparationer av hus, bryggor och sänkverk inom området, så långt som de årligen anvisade 1 000 daler silvermynt räckte. År 1747 ville amiralitetskommissariatet ha en definitiv förflyttning från Gamla till Nya Varvet, och för att undersöka förhållandena sändes skeppsbyggmästaren Gilbert Sheldon från Karlskrona år 1750. I sin rapport den 22 april samma år, konstaterade Sheldon att det på inte på något av varven fanns tillförlitlig stapelbädd, upphalningsbädd, brobänk eller mastkran. Att bygga detta på Nya Varvet skulle kräva utfyllnad och höga kostnader, varför Sheldon rekommenderade komplettering av Gamla Varvet. För Nya Varvet ansåg Sheldon att sänkverket skulle kortas med 350 fot för att minska kostnaderna. Enligt de ursprungliga planerna skulle sänkverket sträckt sig till Röda Sten. Dessutom skulle den igengrodda vattenförbindelsen innanför Lilla Billingen rensas upp, förses med två slussportar och de två galärerna Carolus och Wrede, som sänkts i hamnen vid Tordenskjolds anfall 1719, skulle tas upp.
1752 fastställde Kunglig Majestät förbättringsförslagen av Nya Varvet men förbjöd ytterligare utbyggnad av Gamla Varvet. Istället skulle kronans hela varvsdrift läggas ut på entreprenad till handelsmannen Peter Bagge, som gett anbud på varvsdriften. Samtidigt gav man tillstånd till uppförande av bostäder vid Nya Varvet. Under åren 1753–1754 byggdes inventariekammaren, nuvarande byggnad 38, av Peter Bagge. Den uppfördes i sten i två våningar på Lilla Billingens nordsida.

#### Skeppsmask
I mitten av 1700-talet började en ny faktor göra sig gällande. Det var skeppsmask, vilken studerats av Carl von Linné vid hans besök på göteborgsvarven sommaren 1746. År 1755 ansågs läget så allvarligt, att man snarast möjligt borde flytta fartygen från Nya Varvet. Det konstaterades också att skeppsmasken bara trivdes i saltvatten och inte skadade trävirke på fartyg och sänkverk som låg djupare än 10 fot. I en skrivelse berättas om skeppsmasken att "så snart han fått smaka det minsta av färskt vatten, har det så chockerat hans huvud i skapnad av en navare, att han strax vänt om igen nedåt". Istället föreslogs en flytt av fartygen till Gamla Varvet, där strömmen var starkare och vattnet sötare.
I början av år 1756 var följande fartyg förlagda till Nya Varvet: fregatterna Svarta Örn (40 kanoner), Göteborgs Vapen (34) och Fama (32), brigantinen Sjökatten (20 nickhakar), galärerna Greve Meijerfeldt, Greve Taube, Greve Cronstedt, Greve Wrangel och Greve Gyllenborg, alla med 3 kanoner vardera. Slutligen hukaren Måsen (16), samt de stora espingarna Lärkan och Svalan, och några mindre espingar, slupar och jollar. Samma år överfördes de större örlogsskeppen från Göteborg till Karlskrona, och de fem kvarvarande galärerna blev en del av den nybildade Arméns flotta, som 1762 fick namnet Galäreskadern i Göteborg.

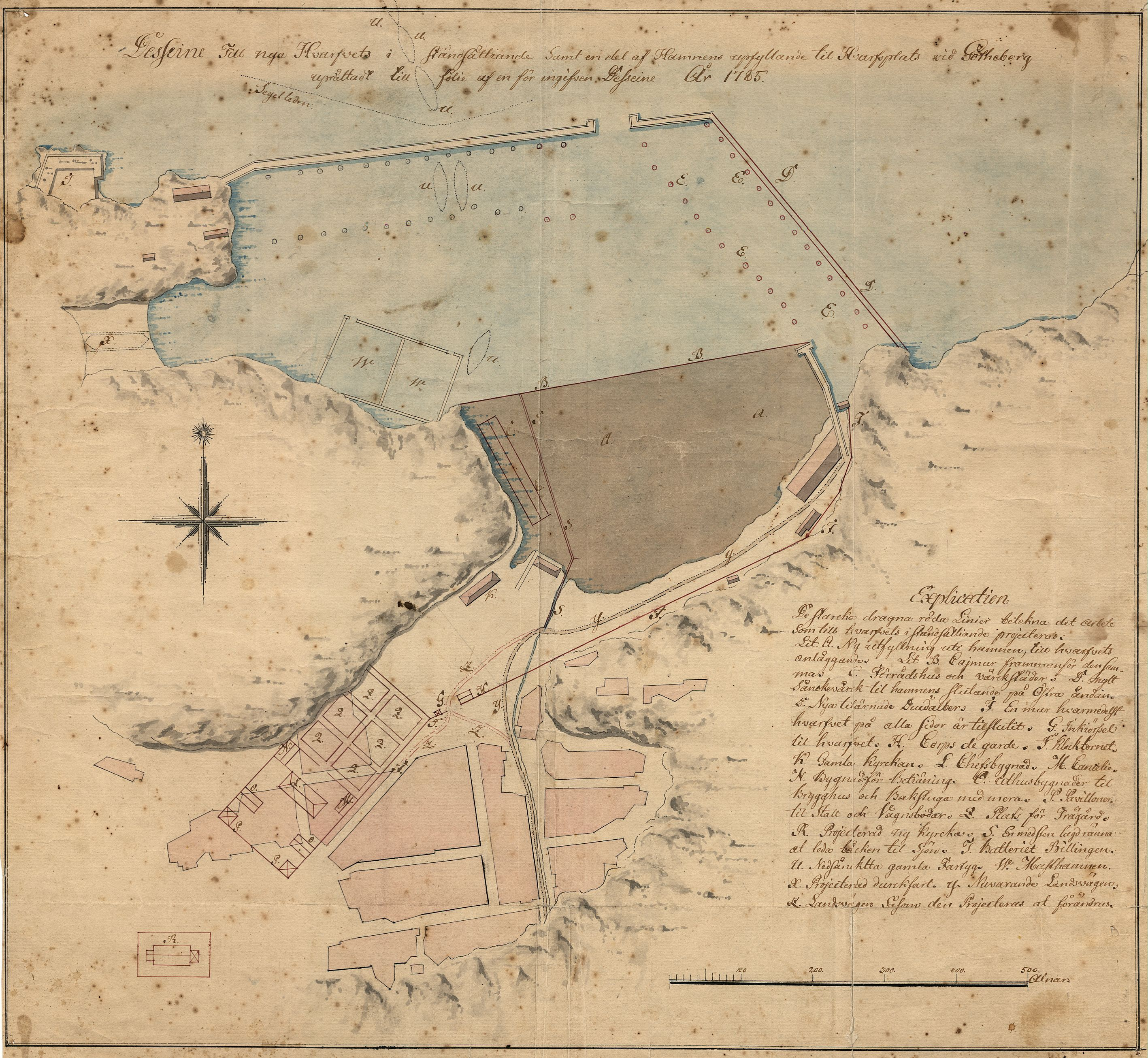
Förslag till iståndsättande av Nya Varvet från 1785.

Sedan år 1758 hade man tänkt ta upp galärerna på land, men deras bristande underhåll visade sig när Greve Wrangel sjönk i hamnen på Nya Varvet den 29 april 1762 på 4 meters djup. Eftersom det inte fanns pengar till att lyfta skrovet, fick det ligga kvar. Inför den oroande utsikten att det skulle gå samma väg med de övriga galärerna, beslutade man sig för att sänka även dem. Detta skedde som ett vetenskapligt experiment 1765, bland annat i skärgården vid Nya Älvsborg, "på det man måtte erfara den skada den förmenta masken och det bräckta vattnet i hamnen härstädes kunna förorsaka." På detta sätt avvecklades galäreskadern i Göteborg.
Under 1770-talet undersöktes om någon annan hamn än Nya Varvet skulle vara lämplig som bas för sjöstridskrafterna på västkusten, med olika argument för och emot. Angående skeppsmasken skriver riksrådet och viceamiralen Christopher Falkengréen:
| ”                                                                                                 | ..i min tanke och efter den upplysning jag på stället inhämtat, har denna sorts mask ej där existerat utom då eskadern skulle raseras och herr Bagge behövde de därvarande nya och gamla varven. | „ |
| – Riksrådet och viceamiralen Christopher Falkengréen i en skrivelse till kung Gustav III år 1776. | |   |

Kung Gustav III bestämde den 21 februari 1776 att "Götheborg må hedanefter som hittills blifva station för den escader som Vi finna nödig för denna kustens försvar". Men utan att avgöra om Gamla, eller Nya Varvet skulle vara huvudvarv.

### Omorganisation

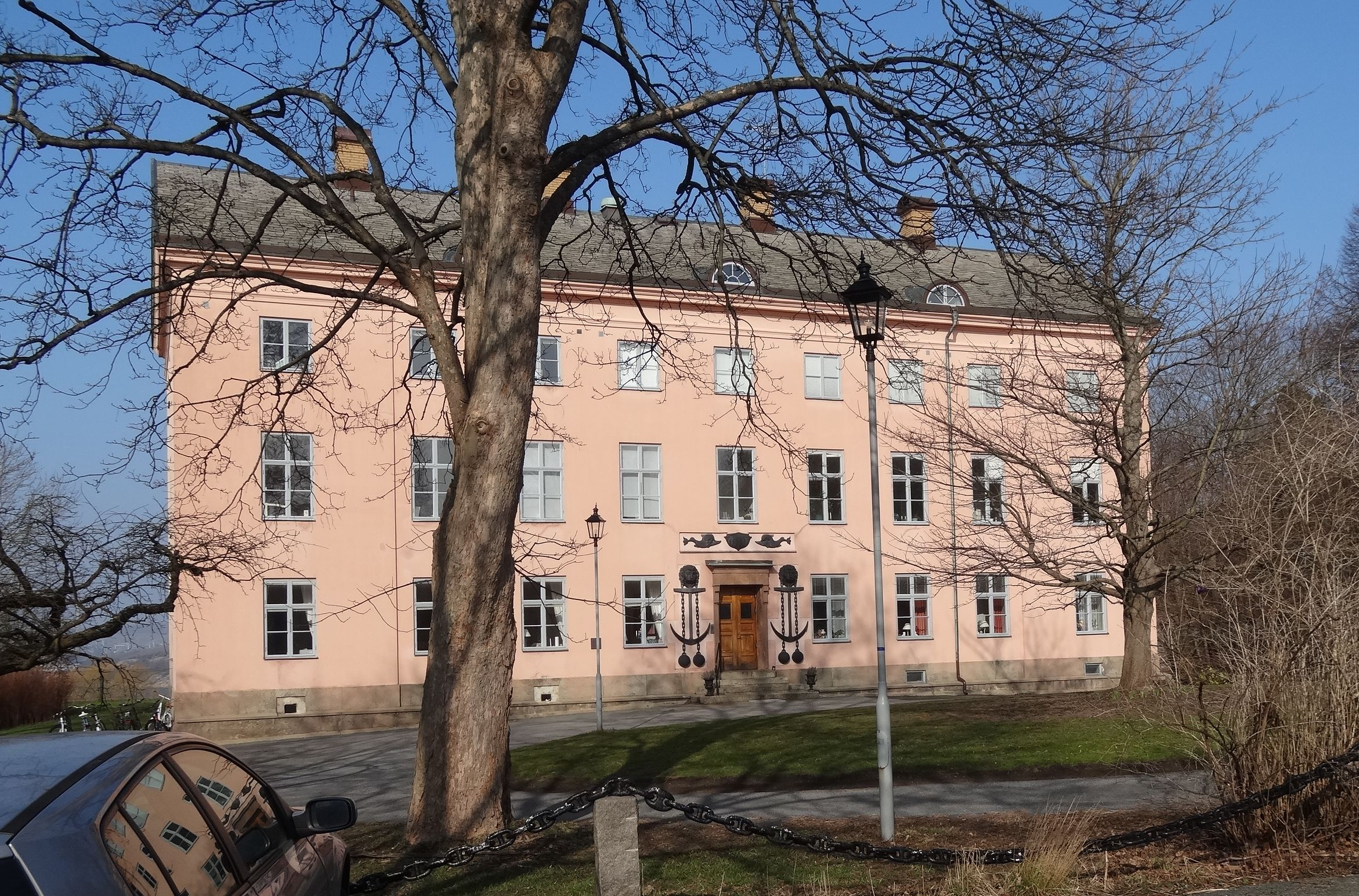
Ankarhuset, byggnad 7 på Nya Varvet, byggdes 1805-1813 som chefs- och kanslibyggnad. Idag är det privatbostäder.

I samband med omorganisation av flottan efter kung Gustav III:s död, beslöts den 4 maj 1792 att en division ur arméns flotta skulle baseras till Göteborg och Nya Varvet. År 1794 blev divisionen en egen enhet under benämningen Göteborgs eskader av arméns flotta. Då platsen under lång tid inte underhållits upprättades en moderniseringsplan under ledning av eskaderchefen konteramiral George de Frese. Planen godkändes av kung Gustav IV Adolf den 26 januari 1801, och innebar utfyllnad och anläggning av kajer, uppbyggnad av två kanonslupskjul och kasern för manskapet. Finansiering skulle ske genom försäljning av Gamla Varvet. Kungen visade sitt intresse genom ett personligt besök på Nya Varvet i mars 1801. Det första förvaringsskjulet, för 28 öppna slupar, stod färdigt 1805. Ett nytt "värdigt" chefshus i sten, Ankarhuset, påbörjades samma år. Sedan byggandet av chefshuset legat nere i flera år återupptogs det 1811, men då kunde de ursprungliga byggnadsritningarna inte återfinnas. Efter att bygget hade fått ytterligare pengar, och en våning byggts till, stod huset klart 1813. 

#### Händelser under Napoleonkrigen
Sedan Danmark-Norge förklarat krig mot Sverige i mars 1808, kom en engelsk hjälpkår med 11 000 man ombord på 140 fartyg till Älvsborgsfjorden den 14 maj. Soldaterna leddes av generallöjtnant Sir John Moore, och konteramiralen Sir Richard Goodwin Keats var chef över flottstyrkan. Engelsmännen seglade iväg den 3 juli, sedan Moore och kung Gustav IV Adolf inte kunnat komma överens om hur trupperna skulle användas.

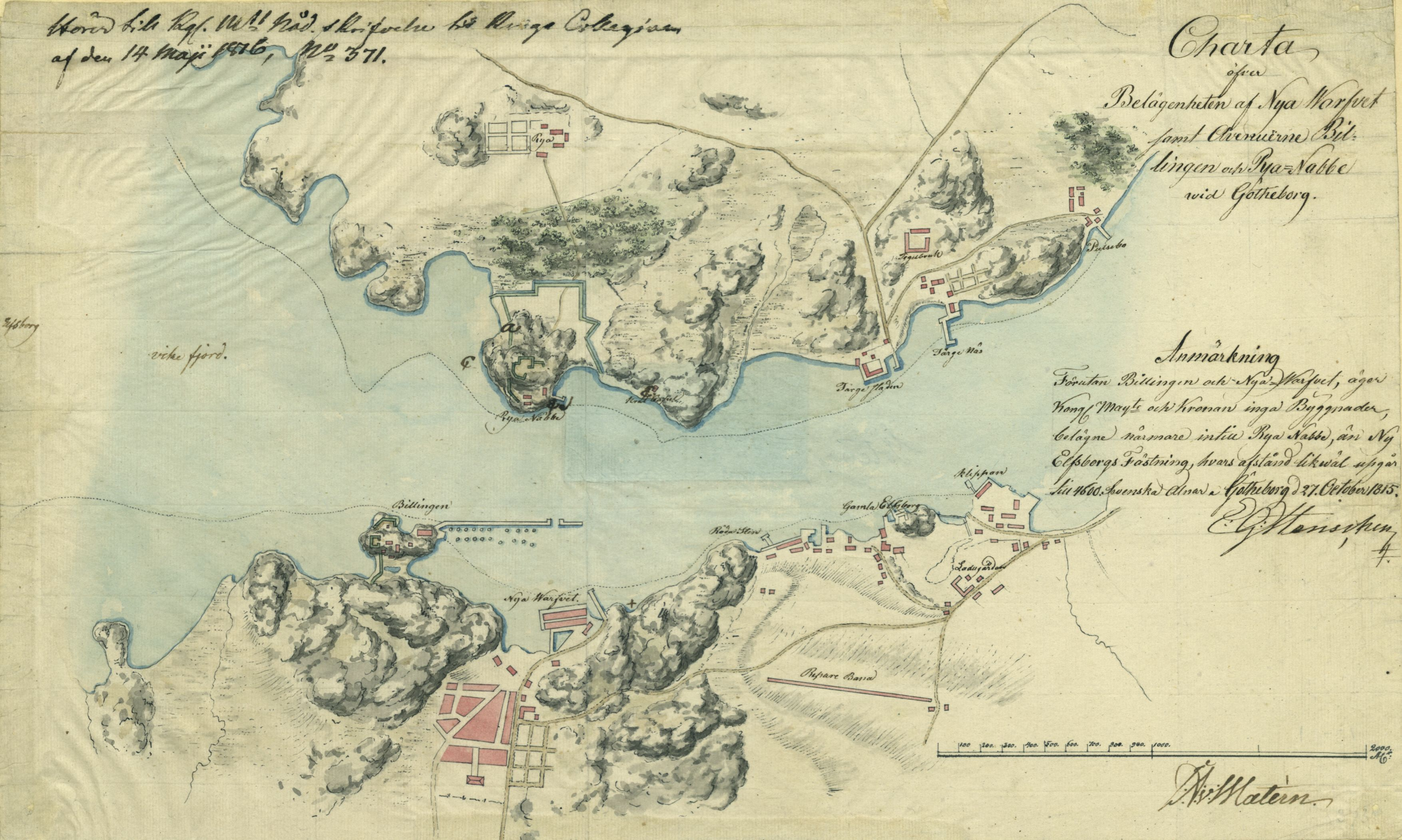
Karta över befästningarna runt Nya Varvet och Rya Nabbe 1815.

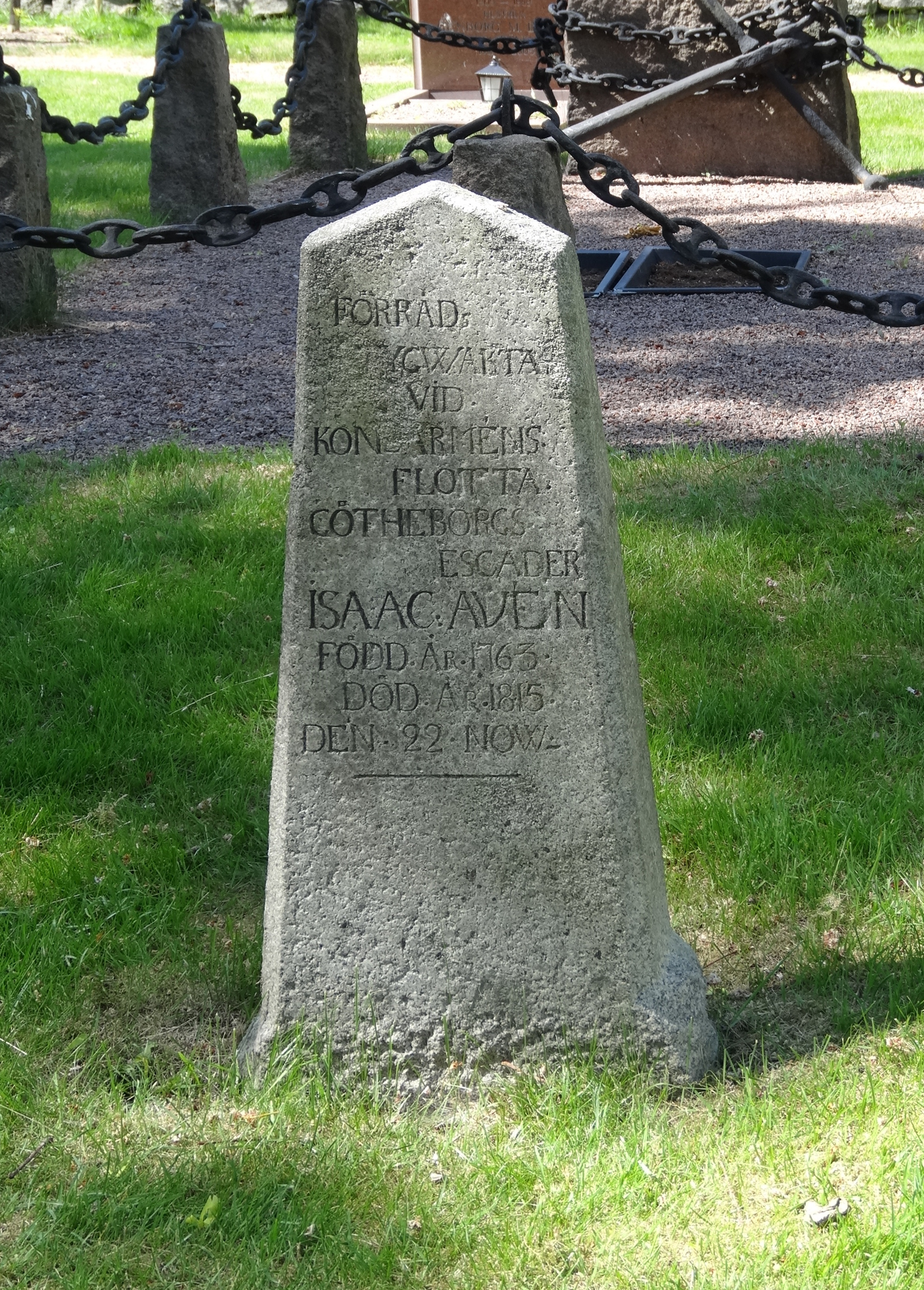
En av flera gravstenar från tidigt 1800-tal på Nya Varvets kyrkogård.

Som en del av förberedelserna för en fransk invasion av Sverige från Danmark, deltog en spansk armékår på cirka 9 000 man under fransk ledning år 1808. Sedan spanjorerna gjort myteri mot fransmännen i Danmark, överskeppades dessa soldater av de påpassliga engelsmännen med egna, och beslagtagna danska fartyg till Göteborgsområdet. Amiral Keats transportflotta anlände med de spanska soldaterna till Rivö fjord den 27 augusti, och de sattes därefter iland på öarna i Göteborgs skärgård. De 53 danska fartygen i transportflottan blev därefter föremål för en irriterad skriftväxling mellan landshövdingen i Göteborgs och Bohus län, Johan Fredrik Carpelan, och Göteborgseskaderns tillförordnade chef, överstelöjtnant Paul Henrik Scharff. Carpelan beordrade Scharff att låta de danska fartygen ligga förtöjda på Nya Varvet under övervakning av engelska trupper, tills Keats fått instruktioner hemifrån om hur situationen skulle hanteras. Scharff vägrade med eldfaran och oordningen på varvet som motivering, och att han dessutom inväntade order från Förvaltningen av Sjöärendena. Den 11 september hade två danska fartyg lagts in på Nya Varvet utan de högre befälens vetskap, varav det ena snart fattat eld och enligt Scharff "med en hastighet, som visserligen utan Guds försyn förstört både kronovarvet och de tre kanonslupar, vilka lågo färdiga med ammunition ombord". Efter denna övertygande händelse gjordes en överenskommelse om att i stället förlägga fartygen till Känsö. Den 13 oktober seglade den engelska transportflottan iväg med spanjorerna.
I samband med frederna i Örebro den 18 juli 1812, mellan Sverige, England och Ryssland sattes ännu en militär operation igång. Det var en gemensam svensk-rysk invasion av Danmark. Den 14 juli befallde Kungl. Maj:t att alla handelsfartyg med minst 20 lästers dräktighet skulle beslagtas. De fartyg som ansågs lämpliga specialinreddes, bland annat på Nya Varvet, för transport av hästar, kanoner, tross eller sjuktransport. Den 3 augusti rapporterade Göteborgseskaderns chef överste Johan Ludvig Brant, till överamiralen friherre Johan af Puke, att den transportflotta som var under rustning på Nya Varvet bestod av 17 trupp-, 20 häst-, och 18 transportfartyg på sammanlagt 4 783 svåra läster. De soldater som planerades gå ombord kom ifrån Västgöta, Älvsborgs, och Bohusläns regementen, en del av Värmlands fältjägarregemente samt två artilleribataljoner, totalt 3 677 man och 417 hästar. Efter order och kontraorder om invasionen skulle genomföras, avblåstes den slutligen på hösten 1812, eftersom Napoleons anfall mot Ryssland gjorde att de ryska soldaterna behövdes för eget försvar. 

### Fortsatt utbyggnad

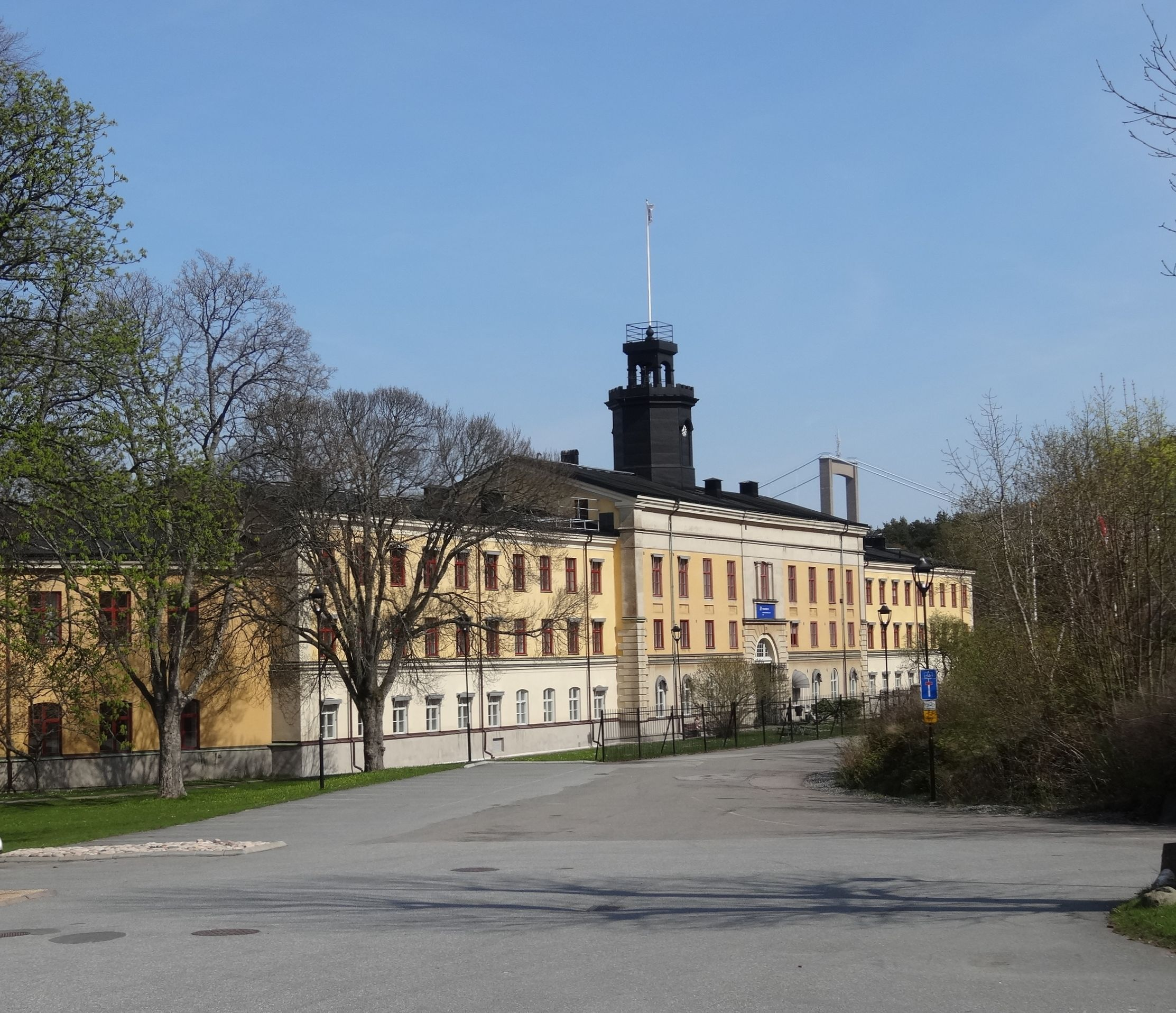
Gamla kanslihuset i den centrala delen av kasernlängan.

År 1815 tillträdde eskaderchefen konteramiral Carl Johan af Wirsén. Utbyggnaden av Nya Varvet tog återigen fart efter att Wirsén hade gjort upp en ny utbyggnadsplan, som godkändes den 13 maj 1817. Bland annat byggdes den långa kasernlängan, som också utgör skydd mot landsidan, och var färdig 1825. Arméns flotta slogs ihop med örlogsflottan år 1823, och flottstyrkan vid Nya Varvet fick då benämningen Göteborgs eskader av Kongl. Maj:ts flotta. I och med sammanslagningen blev tidigare eskaderchefen i stället stationschef.

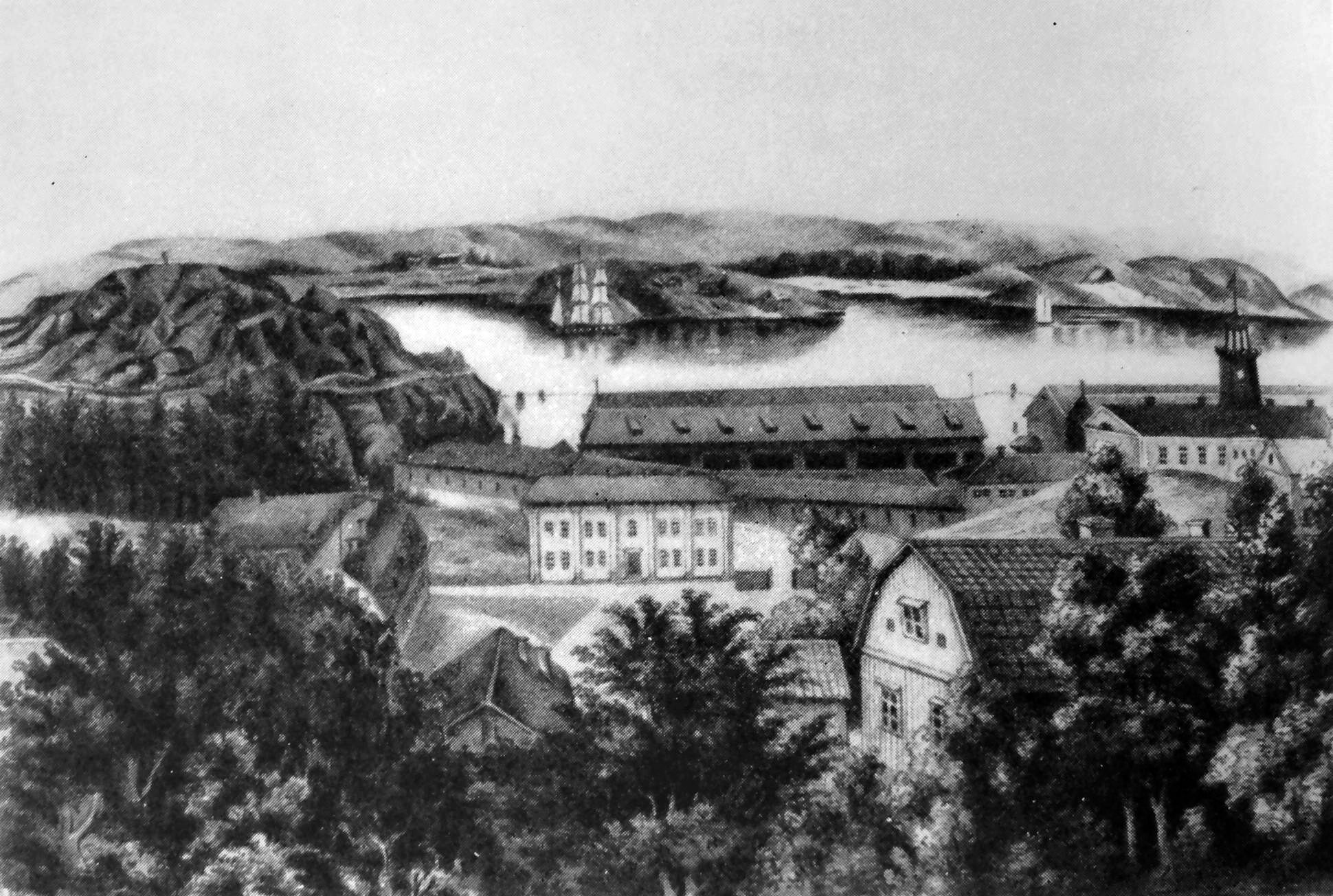
Blyertsteckning av Nya Varvet, sett från söder, cirka 1850.

Nya Varvet var under sin historia ett reparationsvarv, med några undantag. Den 17 juli 1833 sjösattes skonerten L'Aigle, i närvaro av kronprins Oscar. Skonerten Amiral Puke anbefalldes till byggning 1836, men sjösattes först 1863, då den också överflyttades till Stockholm. Det tilltänkta namnet på skonerten var först Göteborg, men vid ett kungabesök på Nya Varvet i oktober 1837 befallde Karl XIV Johan att en 18-kanonskorvett skulle byggas med detta namn, och det pågående fartygsbygget skulle namnändras till Amiral Puke. Den beordrade 18-kanonskorvetten blev aldrig byggd.
Under mitten av 1800-talet ifrågasattes behovet av en örlogsstation på Nya Varvet. Argumenten var bland annat att den norska flottan kunde försvara västkusten, och att förstärkningar vid behov kunde överföras från ostkusten via Göta kanal. Nya Varvet omvandlades den 10 oktober 1854 till en depå under Stockholms örlogsstation. Den tidigare stationschefen blev nu istället depåchef.

### Fängelse

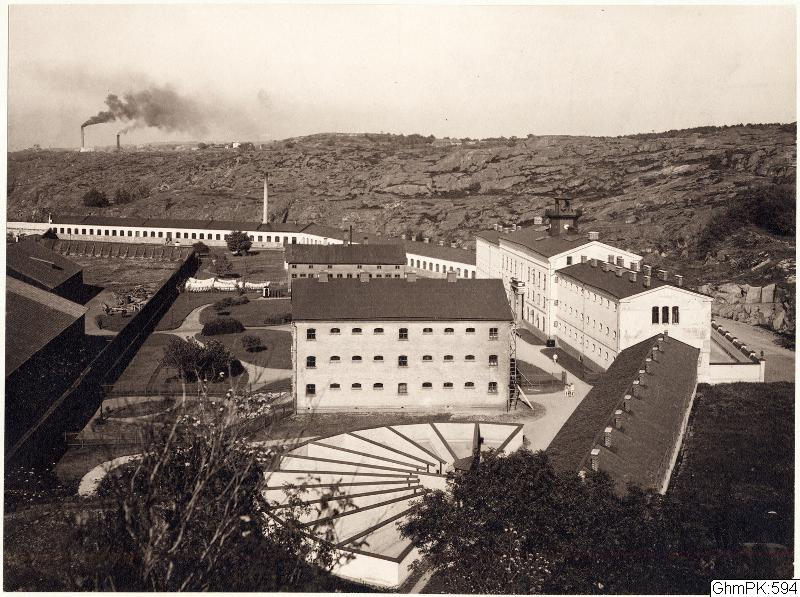
Centralfängelset avbildat 1900 sett från Stora Billingen. Närmast ses en av de båda rastgårdarna samt dagcellbyggnaden. Bakom denna ligger den östra rastgården, som är skymd, och därefter matinrättningen. Till vänster syns det plank som skilde fängelset från hamnområdet.

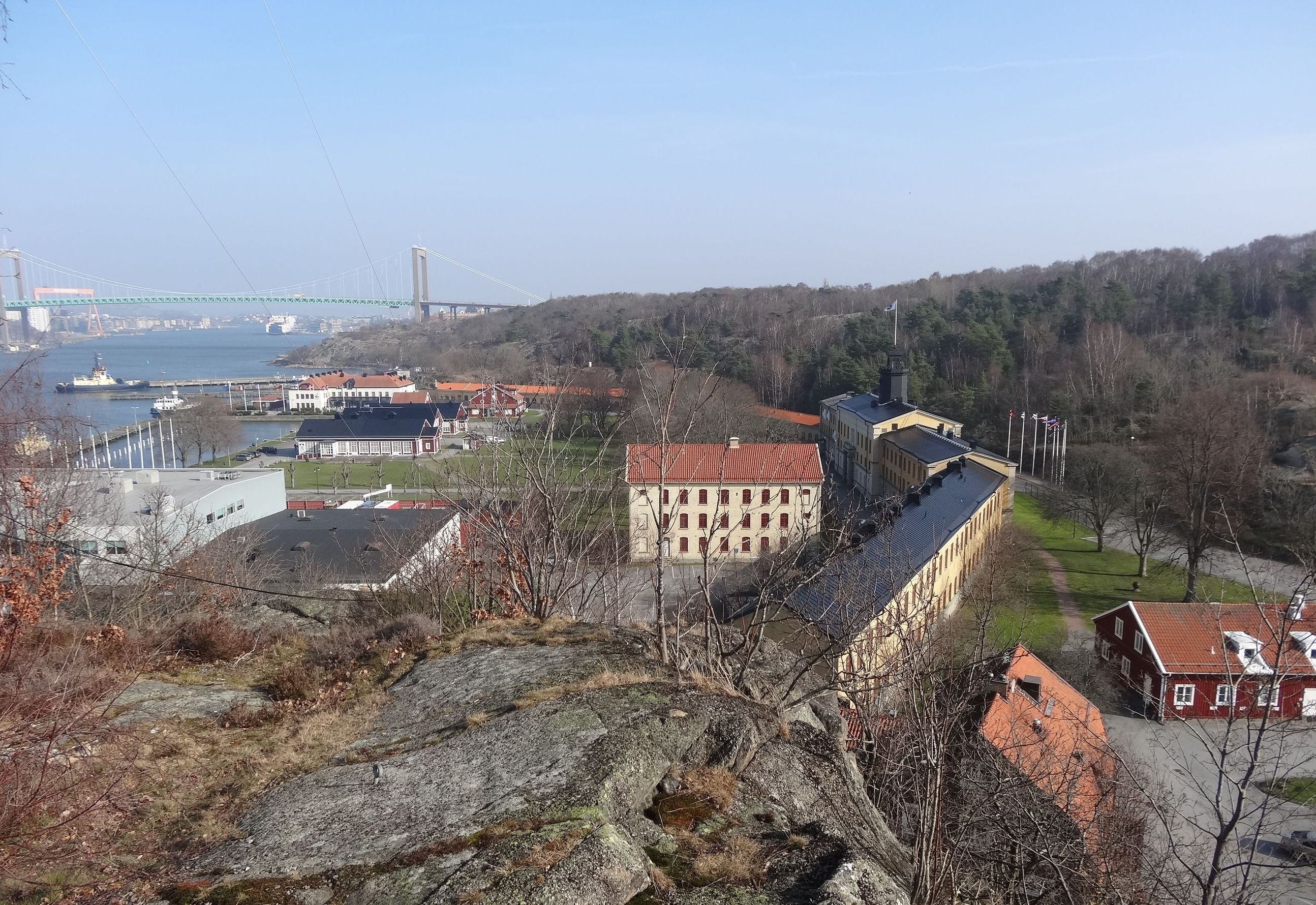
Nya Varvets hamnområde sedd från Stora Billingen. I bildens mitt finns cellfängelsebyggnaden från 1873. Kasernlängorna från 1820-talet ramar in hamnområdet. I högerkant syns det gamla vakthuset, ursprungligen byggt 1827 som marketenteri. I bakgrunden till vänster syns de småspröjsade fönstren till den sentida matsalsbyggnaden, byggd 1908-1911, idag restaurang.

Under 1860-talet fanns planer på att omvandla området till ett järnförädlingsverk, men de privata intressenterna drog sig ur. Fångvårdsstyrelsen, som hade behov av ett större straff- och arbetsfängelse, kom med förslag om att få överta Nya Varvet. År 1870 skedde överlämnandet, sedan depån som sådan blivit indragen, och fartyg och förråd blivit överförda till Stockholm. Bland villkoren för detta överlämnande nämndes, att om behov av de överlämnade byggnaderna, eller någon del av dem, skulle uppstå för sjöförsvaret i framtiden så skulle de återlämnas av Fångvårdsstyrelsen efter ett års uppsägning. Till en början blev Nya Varvet centralfängelse och arbetsanstalt för en avdelning av kronoarbetskåren, omfattande ynglingar under 21 år, men senare förändrades det till centralfängelse för män och tvångsarbetsanstalt. Kasernlängorna byggdes om till arrestlokaler och celler. Enligt ett kungligt brev 5 maj 1876 blev Nya Varvet en självständig församling, Nya Varvets församling, men utan kyrkoherde.

### Militären återkommer

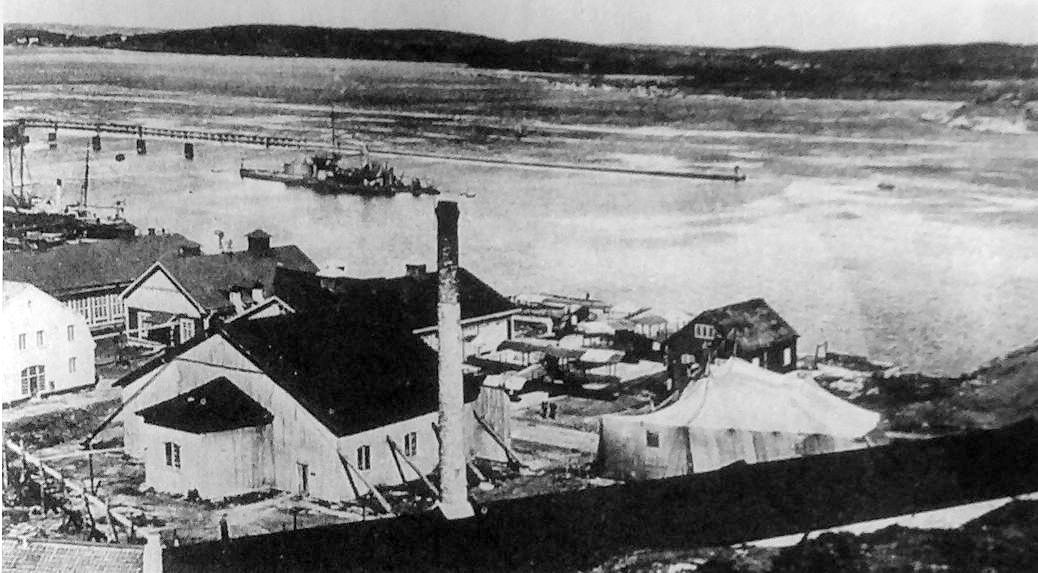
Nya Varvets flygstation, med slip och tälthangar för sjöflygplan, strax efter första världskriget. I hamnen ligger en monitor.

Den nya försvarsanläggningen Älvsborgs fästning vid Göteborgs hamninlopp började byggas 1899, och Älvsborgs kustartilleridetachement sattes upp som en del av det nya Kustartilleriet år 1902. För att få logement till soldaterna i den nya anläggningen så återtogs en del av Nya Varvet från Fångvårdsstyrelsen. Unionsupplösningen 1905 fick till följd att återuppbyggnaden av det marina försvaret på västkusten forcerades. År 1907 återtog Kustartilleriet hela Nya Varvets område, och Fångvårdsstyrelsen flyttade till Härlandafängelset. Under perioden 1907-1910 moderniserades området, och fängelsets rastgårdar revs.
Under hela första världskriget fanns en avdelning av flottan vid Nya Varvet, som mest bestod av mindre fartygstyper, samt de två monitorerna HMS Tordön och HMS Tirfing, senare ersatta av en division pansarskepp - HMS Göta, HMS Svea och HMS Thule. En flygstation sattes upp inom området 1916, vars hangarbyggnad och flygslip byggdes i hamnens nordöstra del. Den 1 oktober 1917 bildades Göteborgs örlogsdepå på Nya Varvet, underställd Stockholms örlogsstation.
Nya Varvet införlivades 1931 med Göteborgs stad och Carl Johans församling.
Som konsekvens av försvarsbeslutet 1936, utökades den militära verksamheten. Depåns fartyg bestod i slutet av 1930-talet av en jagardepå, en minsvepardepå och en ubåtsdepå. Pansarskeppet HMS Manligheten tjänstgjorde som chefsfartyg. På Nya Varvet muddrades hamnen, och ett flertal nya byggnader tillkom. Vid tiden för utbrottet av andra världskriget tillträdde viceamiral Carl Harald Åkermark som ny marindistriktchef för västra distriktet (MDV). Han benämndes BAG - Befälhavande Amiralen i Göteborg. På lördag förmiddag den 3 april 1943, råkade en mina under tillverkning explodera i en verkstad på Nya Varvet. Sex personer omkom omedelbart och två skadades. Verkstaden blev helt utplånad i den olycka som beskrevs som den svartaste i Nya Varvets historia. Den 1 oktober 1943 utökades Göteborgs örlogsdepå till en örlogsstation, och samtidigt inrättades ett örlogsvarv på Nya Varvet. Detta innebar återigen att nya byggnader uppfördes, kaserner, förråd, tjänstebostäder och matinrättning upprustades. Krigsstabsplats för MDV-stab inrättades också i en ny berganläggning inom området. Ett nytt kanslihus för marindistriktet stod klart för inflyttning 1944.

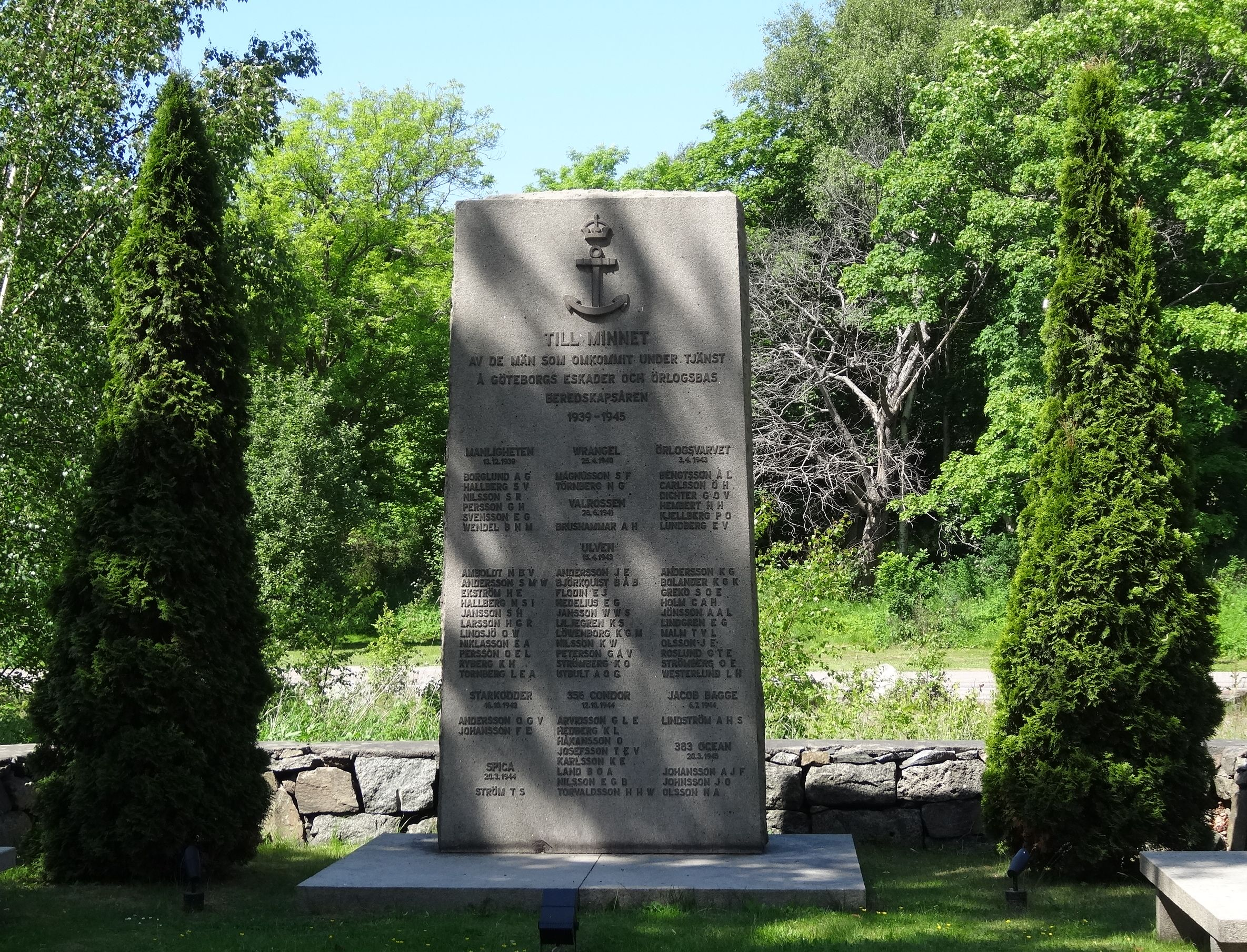
Ulvenmonumentet på Nya Varvets kyrkogård, till minne av personer från Göteborgs eskader och örlogsbas som omkom under beredskapsåren 1939-1945.

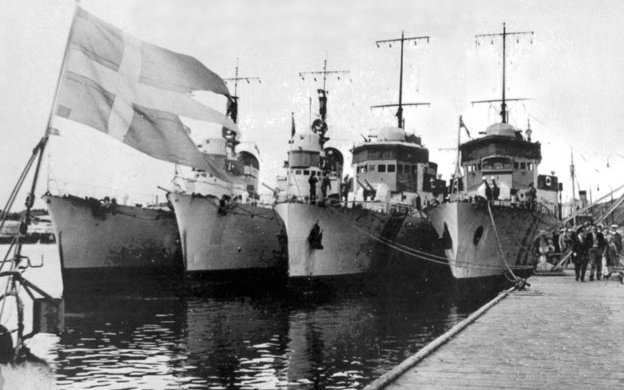
Fyra i Italien inköpta jagare ligger slutligen förtöjda vid Nya Varvet den 10 juli 1940, efter en nära tre månader lång hemresa, och den så kallade Psilanderaffären.
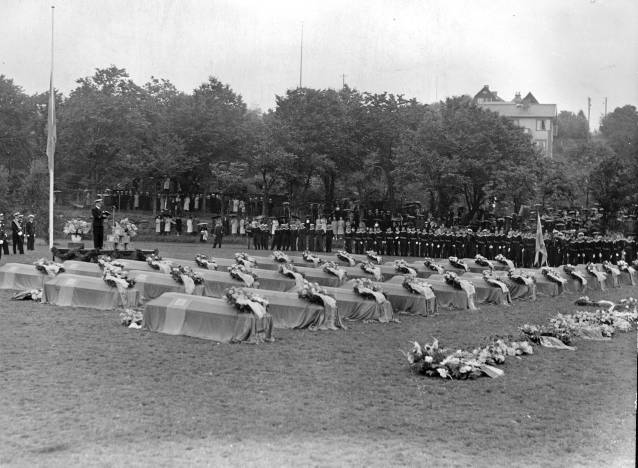
Minneshögtid på Nya Varvets idrottsplats den 4 augusti 1943 för de omkomna i katastrofen med HMS Ulven.

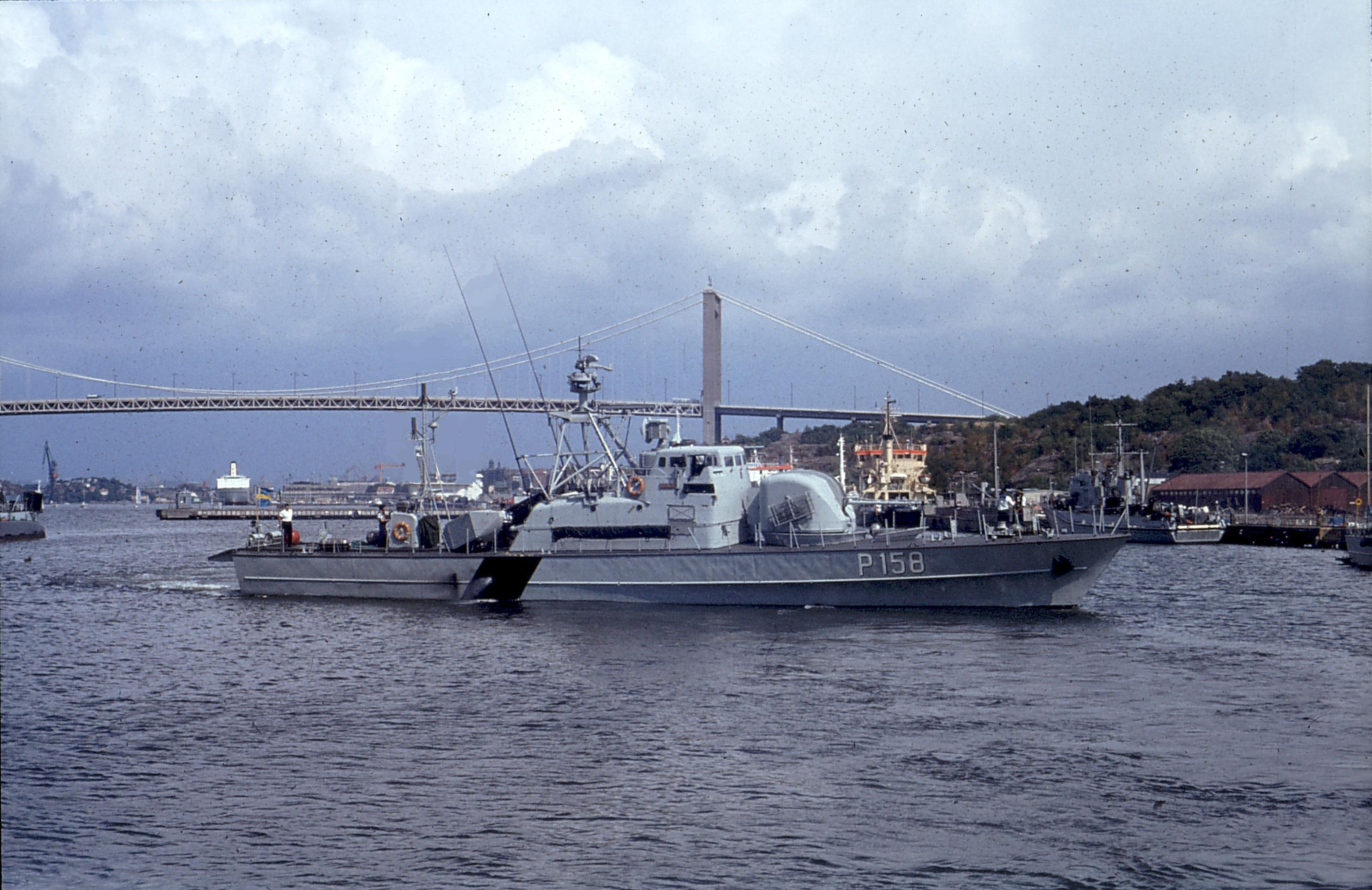
Patrullbåten, på väg att lägga till vid Nya Varvet sommaren 1982.

Under efterkrigstiden har Nya Varvet använts för utbildning av befäl och värnpliktiga i den marina organisationen. Under 1950-talet fanns vid Flottans skolor i Göteborg (Gskol), en specialinriktning mot ubåtsjakt och minsvepning. En olycka som kunde fått allvarliga konsekvenser inträffade på natten den 20 juli 1958. I en byggnad som användes som bad- och tvättinrättning exploderade en varmvattenberedare på grund av övertryck. Den två våningar höga byggnaden klövs praktiskt taget mitt itu av explosionen och den östra gaveln smulades sönder. Splitter från byggnaden slog ner 150 meter bort.
Göteborgs Örlogsvarv (ÖVG) omfattade verkstäder för i huvudsak fartygsunderhåll, med sliptagningsmöjlighet för fartyg upp till 300 ton. Bland verkstäderna fanns segelsömmarverkstad och snickarverkstad. Översyn av Flottans större fartyg skedde vid Göteborgs stora civila varv. Örlogsvarvet drogs in i samband med omorganisation den 30 september 1966, och överfördes till nybildade Västkustens örlogsbas.

### Militär avveckling
Genom riksdagens beslut enligt proposition 1983/84:112 avvecklades Nya Varvet som marin stödjebas. Våren 1984 fick Fortifikationsverket i uppdrag av regeringen att sälja området. Den gamla varvsdelen såldes 1985 till Nimre AB, och resten av området till Artur Källfelt Byggnads AB. Örlogshamnen med bland annat Kustflottans förband 48. patrullbåtsdivisionen flyttade till den tidigare bogserbåtshamnen Tångudden, som under vintern 1985 köpts in i anslutning till Västkustens marinkommando på Käringberget. Den svenska örlogsflaggan halades för sista gången på Nya Varvets salutstation den 28 januari 1986.
De bostäder som fanns inom området såldes till boende eller till bostadsrättsföreningar, som bildades av hyresgästerna. Idag har cirka 2000 personer sina arbetsplatser på Nya Varvet. Omkring 80 företag, institutioner och utbildningsenheter har numera verksamhet på Nya Varvet.

### Om byggnader, verksamheter och platser

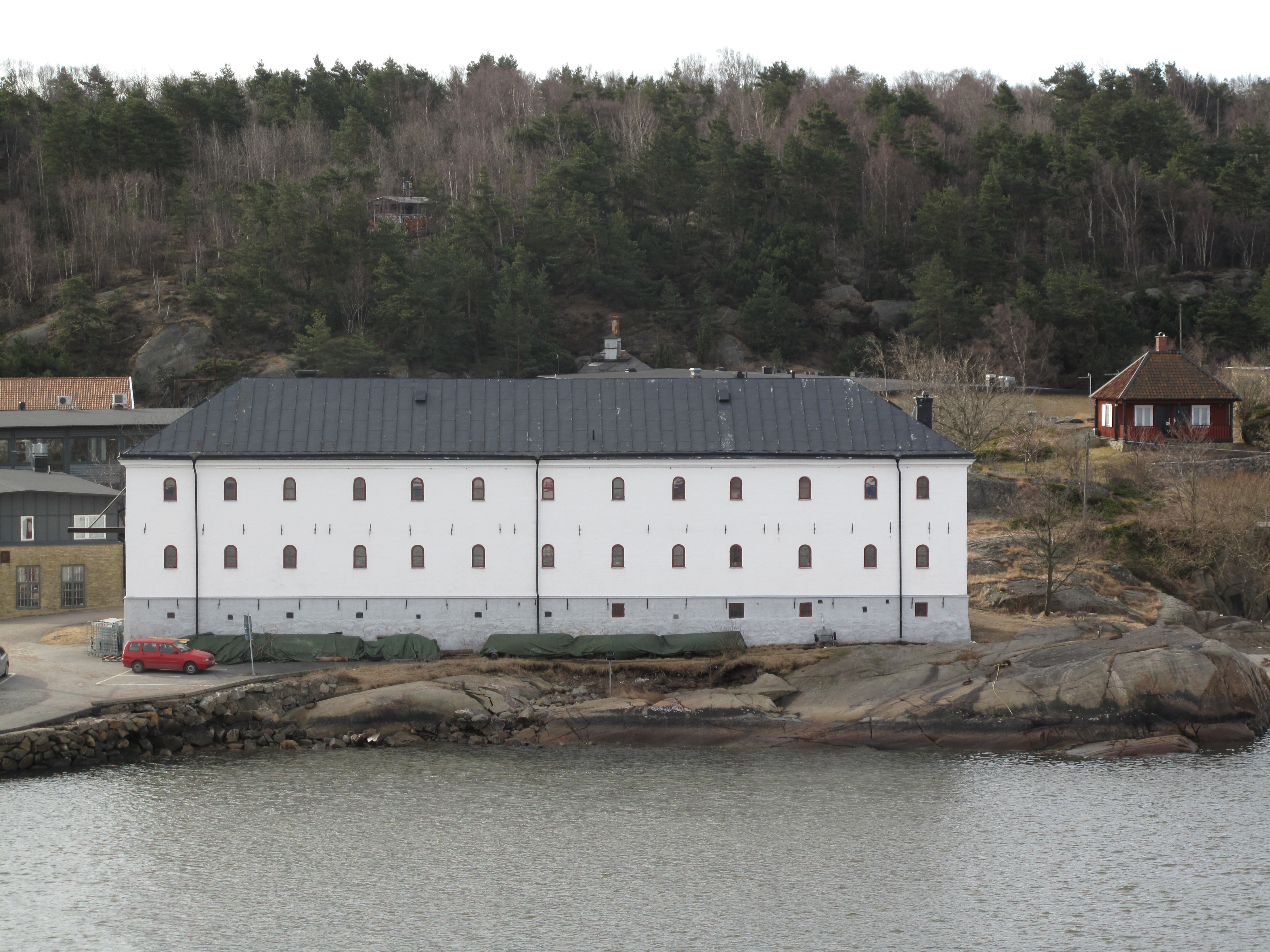
"Vita gaveln", inventariekammaren på Lilla Billingen, med Gamla vaktstugan till höger.

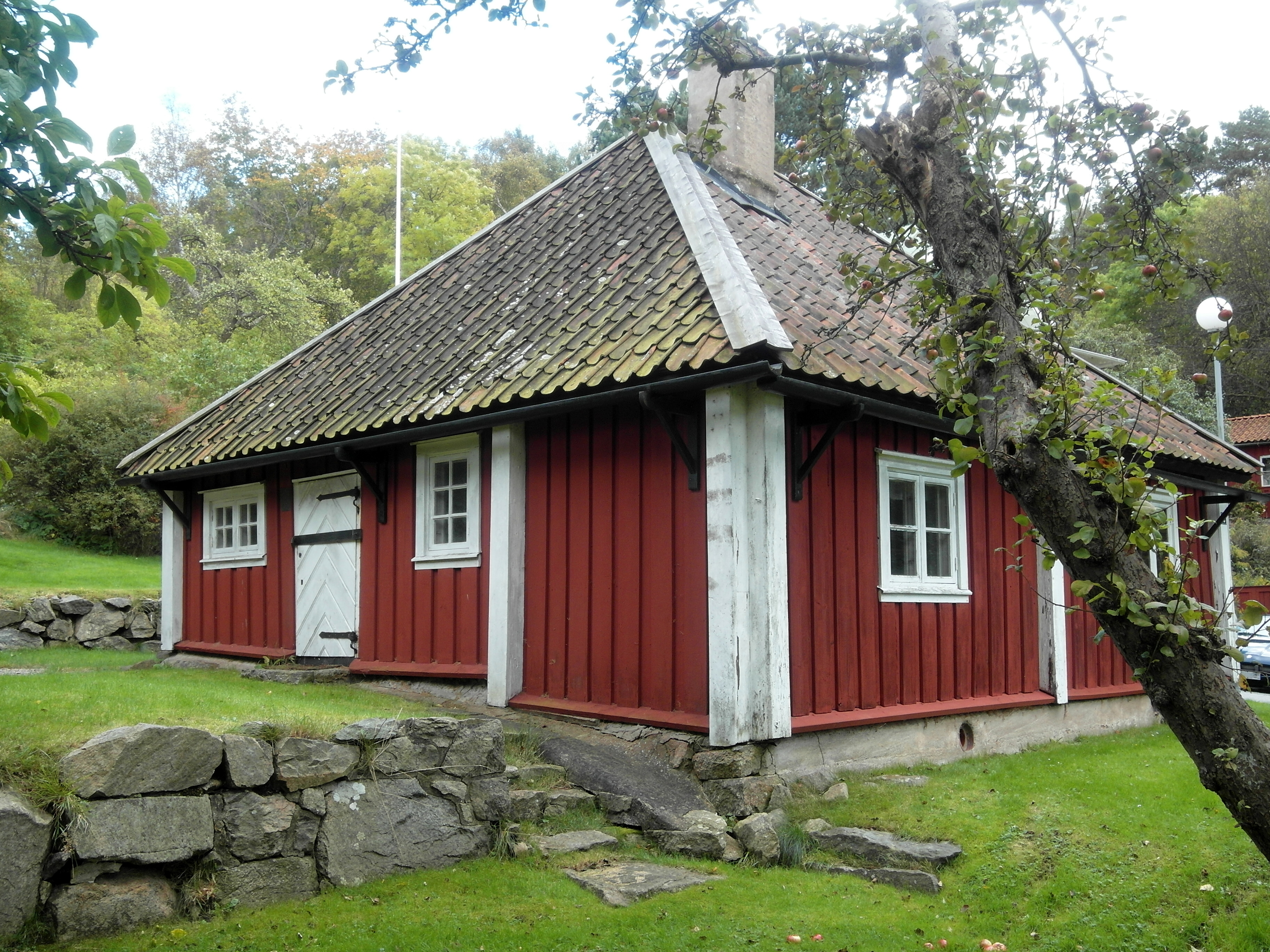
Båtsmanstorpet vid Korseberget.

- Båtsmanstorpet, byggnad 53, är ett trähus i varvsområdets nordöstra del med tomtnummer 35 (storlek: 360 kvadratmeter) vid foten av Korseberget, var tidigare förklarat som ett statligt byggnadsminne. Det uppfördes sannolikt redan före varvets tillkomst. Den ursprungliga användningen var troligen inte som båtsmanstorp, eftersom byggnaden är betydligt större än storleken på båtsmanstorp i allmänhet. Huset har yttermåtten 7,87 x 7,01 meter, innehåller tre rum och kök samt har ett valmat sadeltak. Namnet kommer av rotebåtsman Anders Johansson Flink (1821-95), som bodde här i 45 år under 1800-talet.[60]

- Gamla vaktstugan mitt på Lilla Billingen, byggnad 36, byggdes 1799 och ersatte då en tidigare vaktbyggnad på samma plats.

- Inventariekammaren på Lilla Billingen, hus 38, byggdes 1753-1754 på entreprenad av Peter Bagge och överlämnades till kronan efter besiktning 1755. Byggnaden användes först som förråd/tyghus.[61] Under fängelsetiden (1870-1907) hyrdes byggnaden ut först till virkesfirman Strömman och Larsson 1873-1891. Därefter stod byggnaden tom tills den på hösten 1897 hyrdes av Gadus AB för att användas som konservfabrik. Produkterna från bolaget visade sig vara mindre lönsamma och projektet lades ner i slutet av år 1900.[62] Byggnaden förklarades som statligt byggnadsminne den 25 januari 1935. På grund av sin väl synliga gavel har byggnaden använts som sjömärke och av tradition kallats "Vita gaveln"[61] eller i folkmun "Vita vägga".[63]

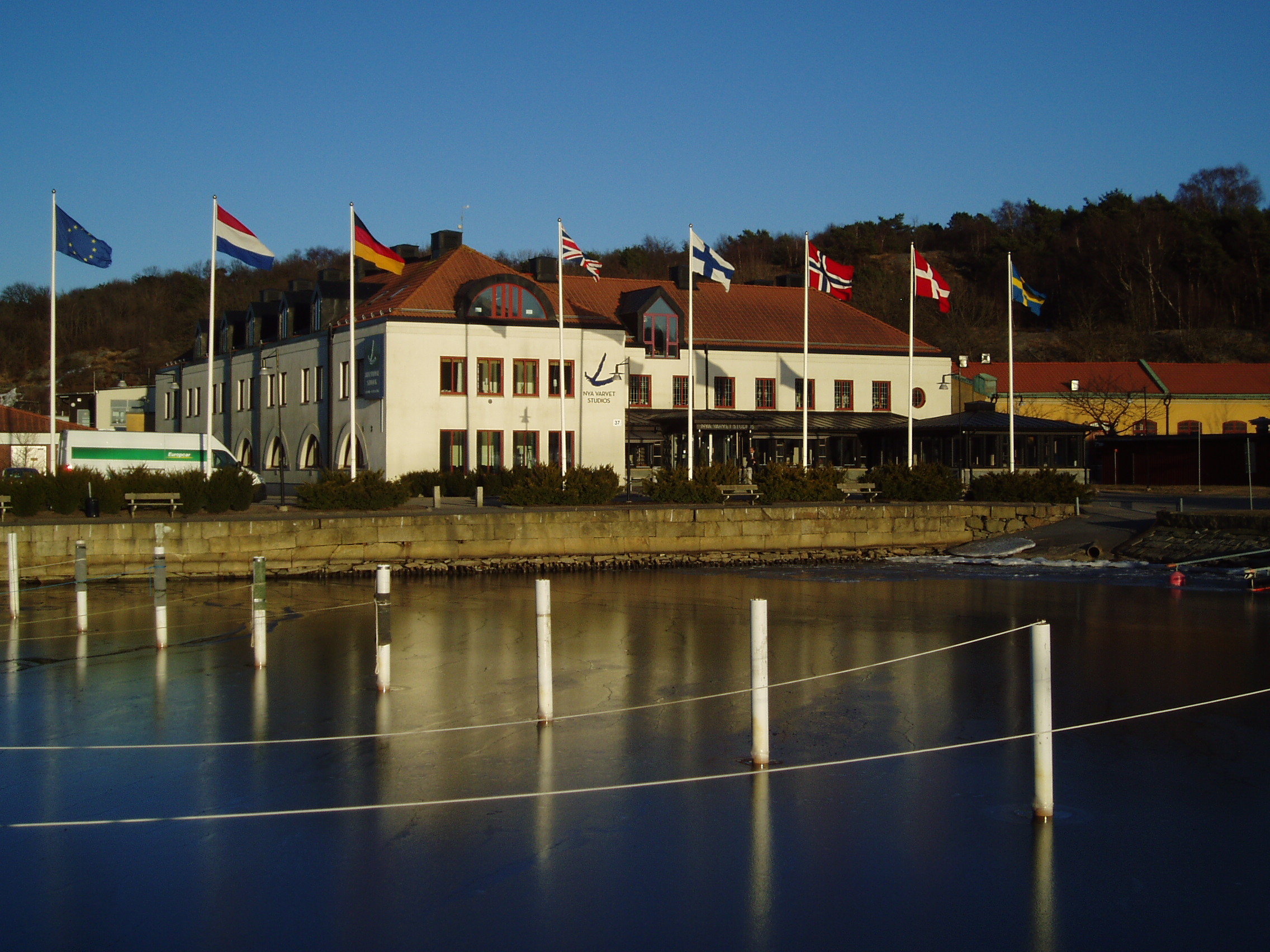
Hotell Nya Varvet Studios vid gamla flygslipen, en av områdets nya byggnader.

Både byggnad 36, "Gamla vaktstugan", och byggnad 38, "Inventariekammaren", blev 9 december 1986 förklarade som byggnadsminnen. Se Lantmäteriets karta: Byggnaderna 36 och 38. Fastighetsbeteckningen är Nya Varvet 726:43.

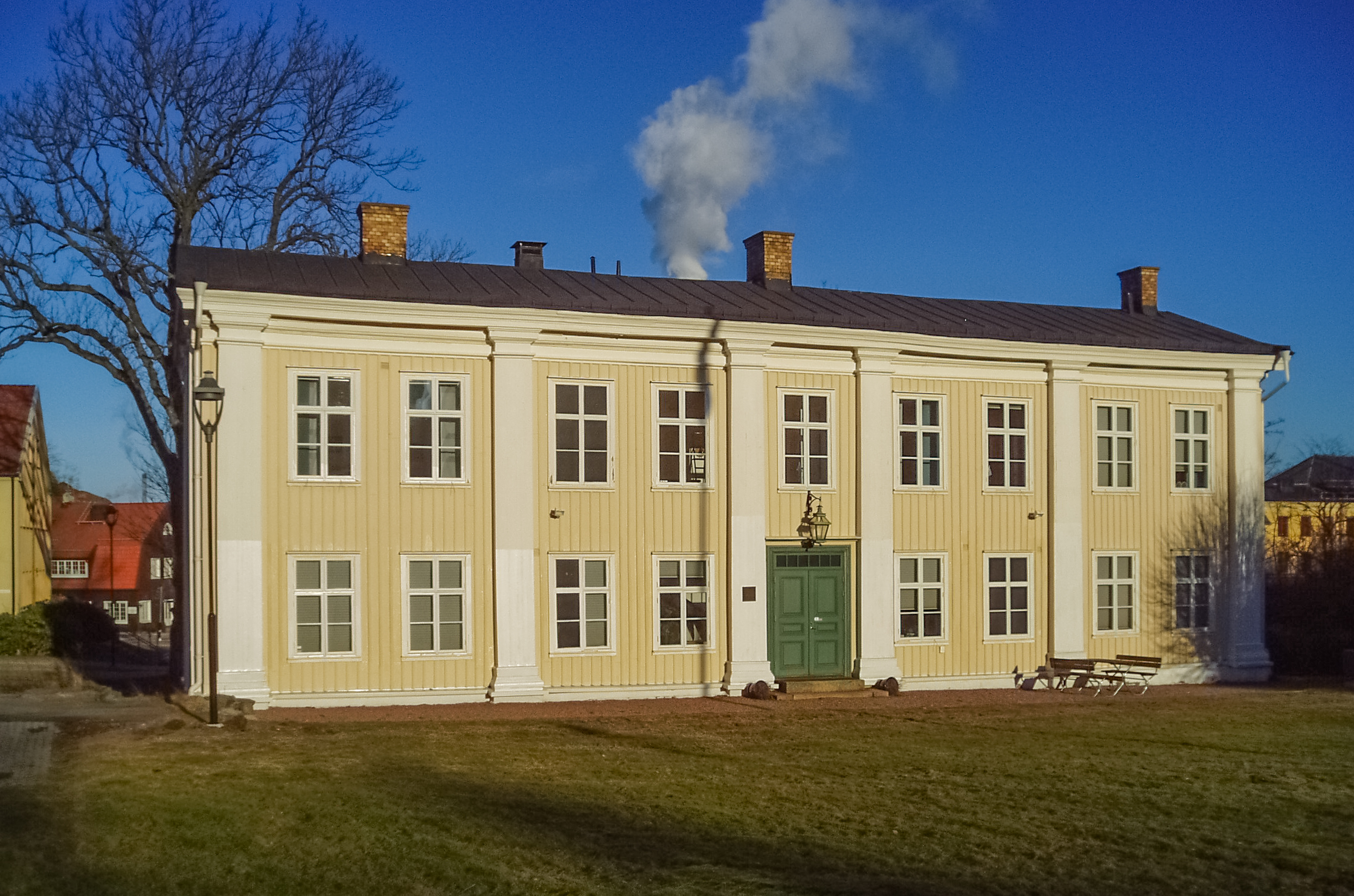
Det byggnadsminnesmärkta huset "Nobis" var ursprungligen tyghus och tidvis krog.

- Huset Nobis eller Norra Kasern, byggnad 18, byggdes år 1711 som tyghus åt sjöartilleriet. Det var först placerat vid dåvarande strandkanten, cirka 150 meter norr om nuvarande plats. Huset togs ner och flyttades 1816 för att ge plats åt de kasernlängor som då höll på att byggas.[64] Benämningen Nobis (latin "för oss"), kommer från 1800-talets första decennier då huset inreddes till värdshus. Nya Varvssocieteten - en förening bildad 1839, höll sina samlingar, konserter och baler här.[65] Efter en stor ombyggnad vintern 1955-56 har byggnaden använts som sjöofficersmäss.

Huset blev statligt byggnadsminne redan den 25 januari 1935. Från 1 januari 2005 har det blivit ett enskilt byggnadsminne eftersom staten sålt fastigheten. Se även Lantmäteriets karta: Nobis, Nya Varvet.

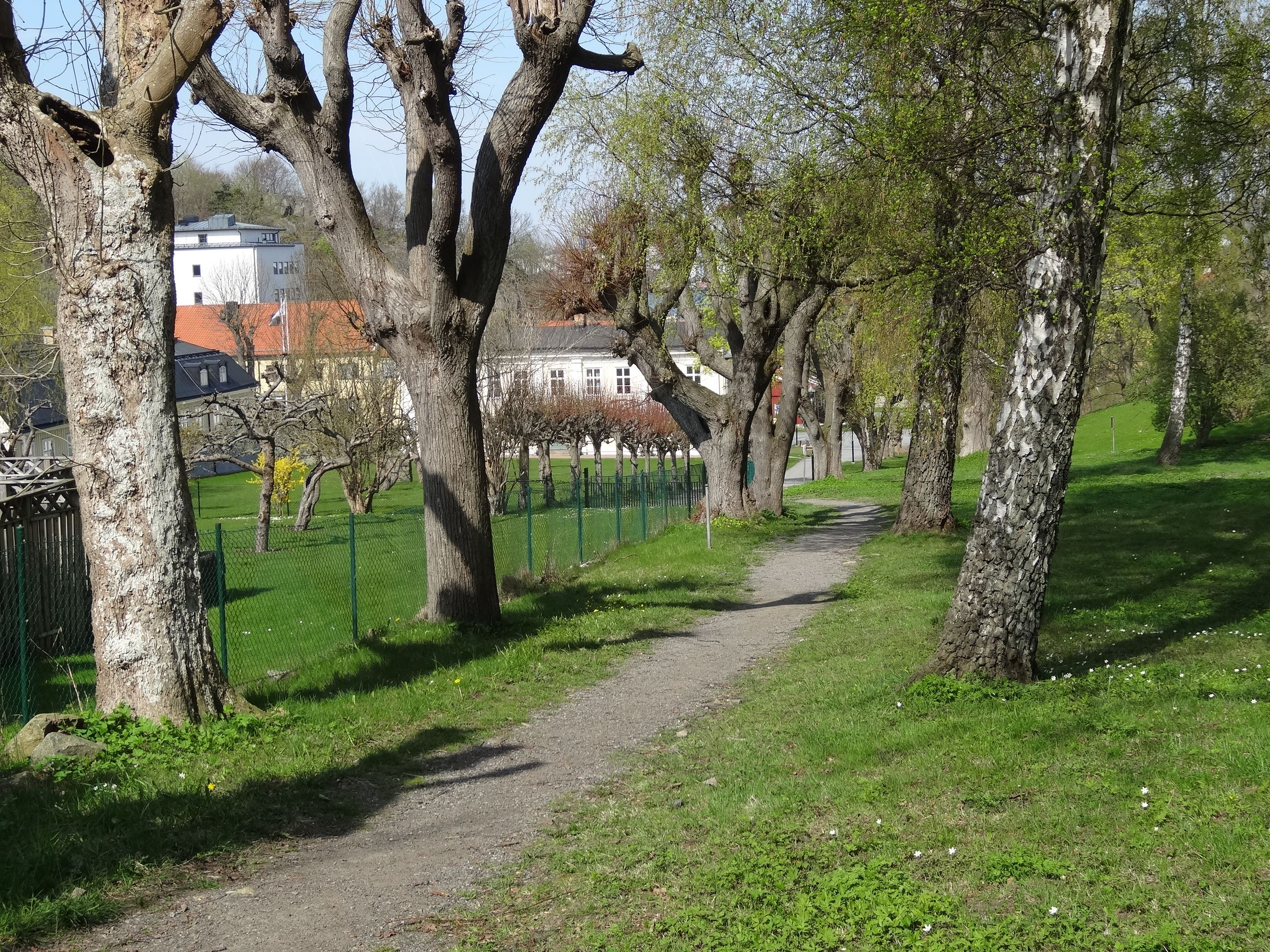
Flera grönområden, här Officersbacken, möter besökare på Nya Varvet.

- Parker och grönområden har anlagts inom området sedan slutet av 1700-talet. Det största parkområdet är Officersparken, eller Tranchellska trädgården, i områdets sydöstra del. Det anlades av Jonas Tranchell, direktör vid Ostindiska Kompaniet i Göteborg.[67] Ett annat område är den tidigare Grotteparken, en parkanläggning som anlades under 1800-talet på Stora Billingens östsluttning.[68]

- Områdets kyrkogård anlades 1701 och utvidgades 1784 och 1846. Ett litet kvadratiskt stenhus inom området, det Chapmanska kapellet, har tidigare använts som bisättningsrum, och här finns kyrkogårdens äldsta gravar samlade. På kyrkogårdens nordvästra del står en minnessten, "Ulvenmonumentet", till minnet av dem som omkom i tjänsten under andra världskriget.[69]

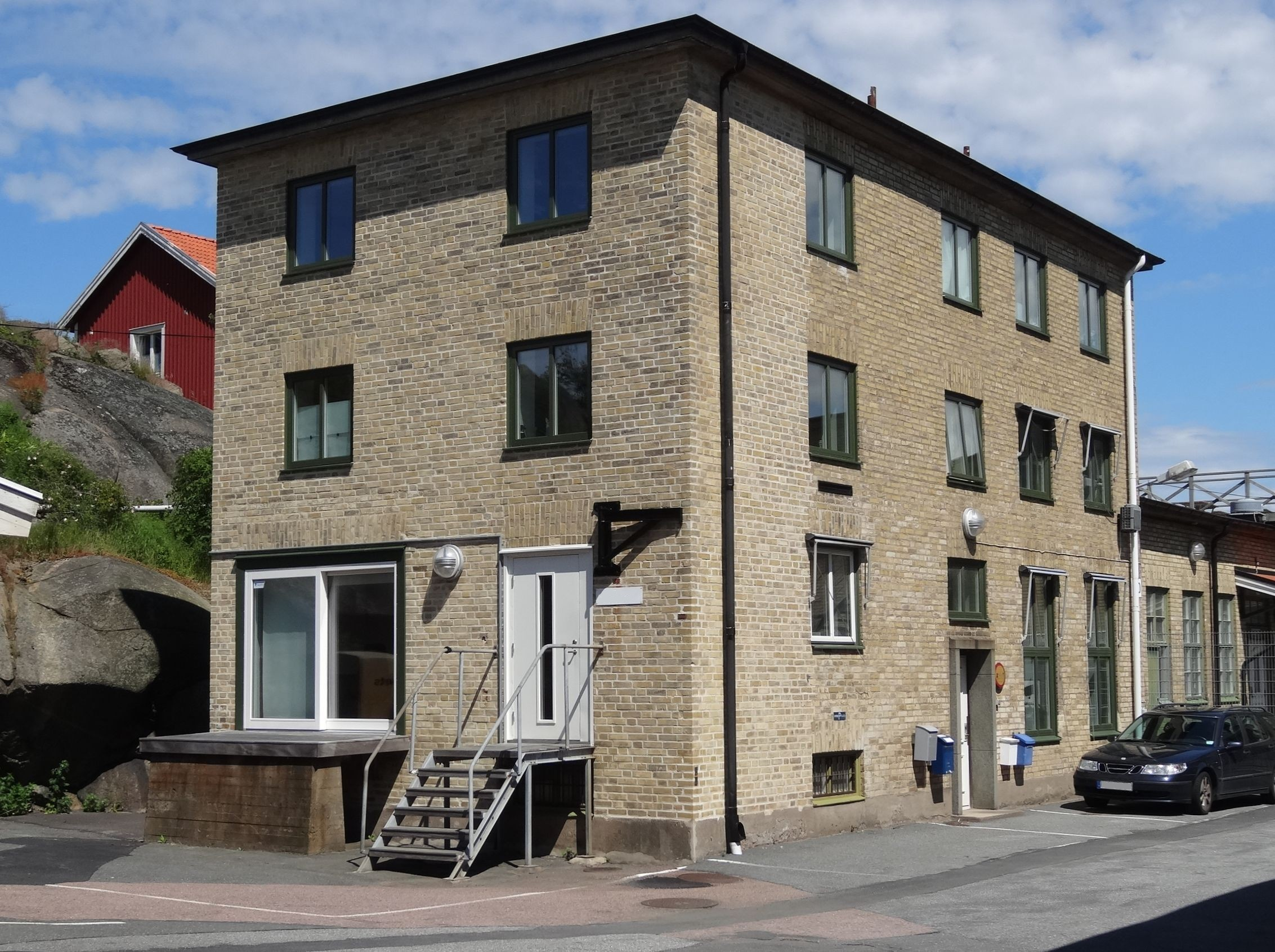
Gamla dyktankhuset, nu kontorsbyggnad. Till höger om långsidans ingång syns de höga fönster som släppte in ljus på uppstigningstankens nedre plan. På gaveln syns den gamla öppningen där tryckkammaren kunde flyttas ut ur byggnaden för vidare transport. Vid gaveldörren finns en liten kran för att lyfta den mindre transportkammaren Duocom.

- En dyktank togs i bruk i en tegelbyggnad, hus 85D, år 1943. Den bestod av en 6 meter hög vattenfylld plåtcylinder med 3 meters diameter, och i botten fanns en uppstigningssluss. Tanken var i det närmaste en exakt kopia av motsvarande anläggning i Dyktankhuset, på Galärvarvet i Stockholm.[70]  Nya Varvets anläggning byggdes för att ubåtsbesättningar skulle kunna öva utstigning ur sjunken ubåt under realistiska förhållanden med hjälp av andningsapparater. Tanken användes av ubåtsbesättningar mellan 1943 och 1957, och skrotades cirka 1960. Räddningsövningarna flyttades 1958 till Karlskrona där man kunde öva så kallad fri uppstigning i en dyktank från 21 meters djup.[71]

Till Göteborgsanläggningen hörde också en rörlig tryckkammare, som fortsatte att användas även vid civila dykeriolycksfall. Denna ersattes med en ny 1982 med möjlighet till trycksättning motsvarande 70 meters djup. Den nya kammaren möjliggjorde också att utan tryckminskning kunna slussa in en skadad dykare med vårdare från en trycksatt transportabel tvåmanskammare, kallad Duocom, till den större kammaren för vidare behandling vid dykeriolycksfall. I samband med nedläggningen av verksamheten vid Nya Varvet, flyttades den nya tryckkammaren till Marinens dykarskola i Karlskrona 1985. Eftersom behovet av behandling vid olycksfall i samband med dykning på Västkusten var fortsatt stort, utnyttjades bland annat erfarenheterna från tryckkammaren på Nya Varvet vid Bohuslandstingets driftsättning av en tryckkammare vid Uddevalla sjukhus 1986. Ytterligare en tryckkammare driftsattes vid SU/Östra sjukhuset 1988.
- En avmagnetiseringsstation byggdes på Lilla Billingen 1945, med avmagnetiseringsspole på släde och ett kraftaggregat. Väster om denna anläggning anlades mätbanor för kontroll av fartygens magnetism.[75]

- En av Göteborgs vattenreservoarer uppfördes 1908 på Nya Varvets område, med en vattenrymd av 250 kubikmeter.[76]

### Kommunikation

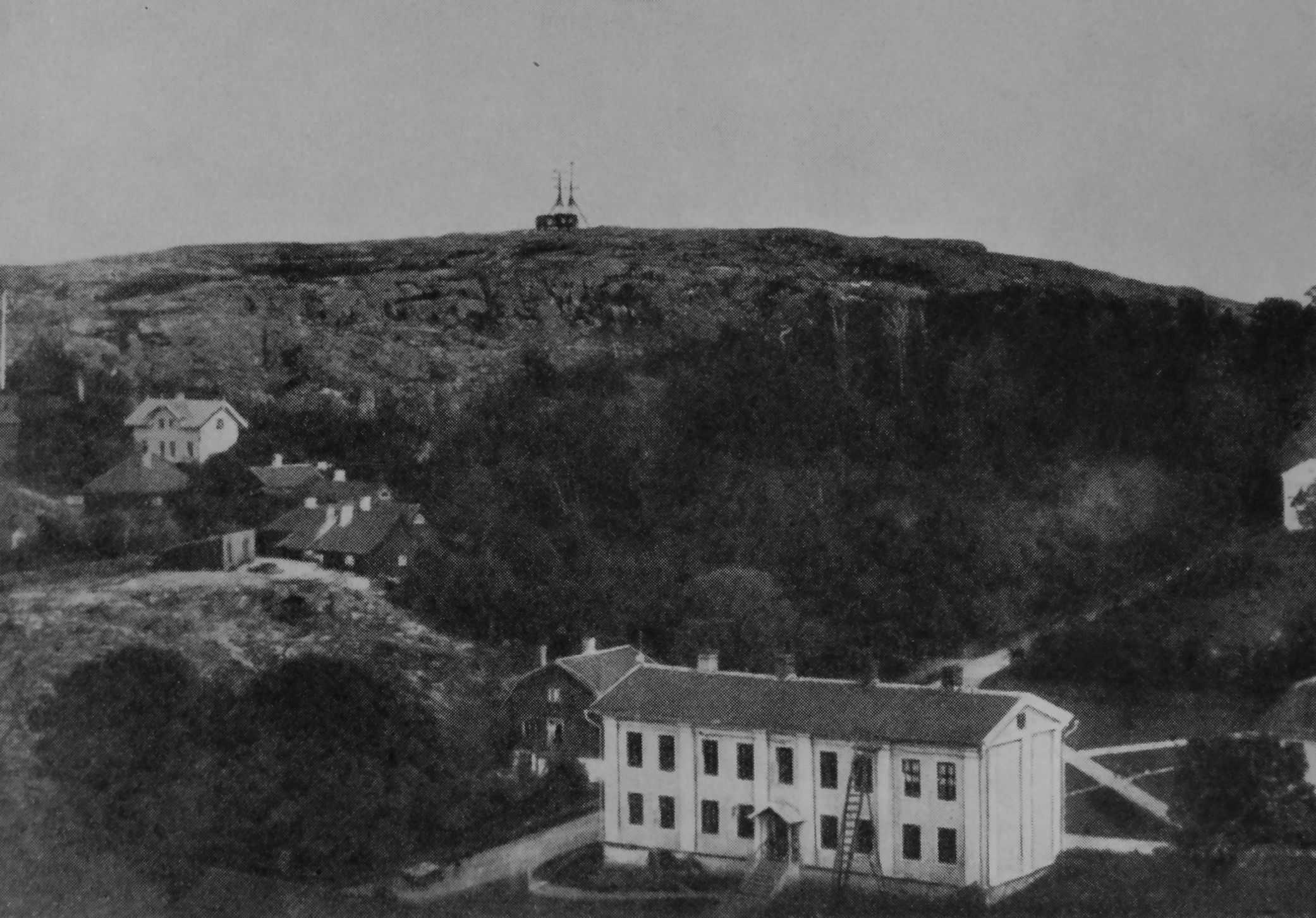
Norra Kasern på Nya Varvet och optiska telegrafen på Korseberget, fotograferat från Stora Billingen på 1870-talet.

Åren 1799-1881 fanns här en optisk telegrafstation på Korseberget, vilken troligtvis föregicks av en vårdkase. Ursprungligen stod telegrafpersonalen ute i alla väderlekar, men det uppfördes några små skjul 1808 i vilka reglagen till linorna kunde skötas. Väggarna var svartmålade på insidan och fönstren små för att synförmågan inte skulle påverkas av dagsljuset. För att förhindra imma på teleskopens linser - vilket skulle försvåra telegrafering under vinterhalvåret - fick man inte ha någon eldstad i byggnaden. Teleskopen var alltid inriktade på den närmaste stationens telegrafställning, förutom vissa stationer där det också ingick att bevaka sjöfarten.
Den första telegrafen omfattade sträckan Marstrand-Nya Varvet cirka år 1799, med mellanstation på Norskogsberget i Torslanda socken från 1801.  Den utökades 1839 med länkstationer på Vinga, Otterhällan och Stigberget. En mellanstation tillkom på Brännö 1864. Stationerna på Hisingen och Marstrand demonterades 1871, då den optiska telegraflinjen ersattes med en elektrisk telegraf. Utöver Marstrandslinjen, fanns under en kort period Nya Varvet—Nya Älvsborg—Styrsö—Vingalinjen. Denna linje kom i drift den 25 april 1808 och upphörde sedan i slutet av mars 1810. Den mycket korta tiden från beslut till driftsättning, 17 dagar, och de mycket låga kostnaderna för de två telegraflinjerna gör att det under tidigt 1800-tal troligen var fråga om enklare flaggsignalering, både till Vinga och Marstrand enligt Telegrafverkets senare historieskrivning. Till chef för Marstrandslinjen utsågs i början av april 1808, kaptenen vid arméns flotta G.H. Nordberg. Den andra linjens chef var major C.J. Hierta, chef för Västra lotsdistriktet.  Den optiska telegraflinjen Nya Varvet-Brännö-Vinga drogs in i september 1881, sedan en elektrisk telegraflinje driftsatts.

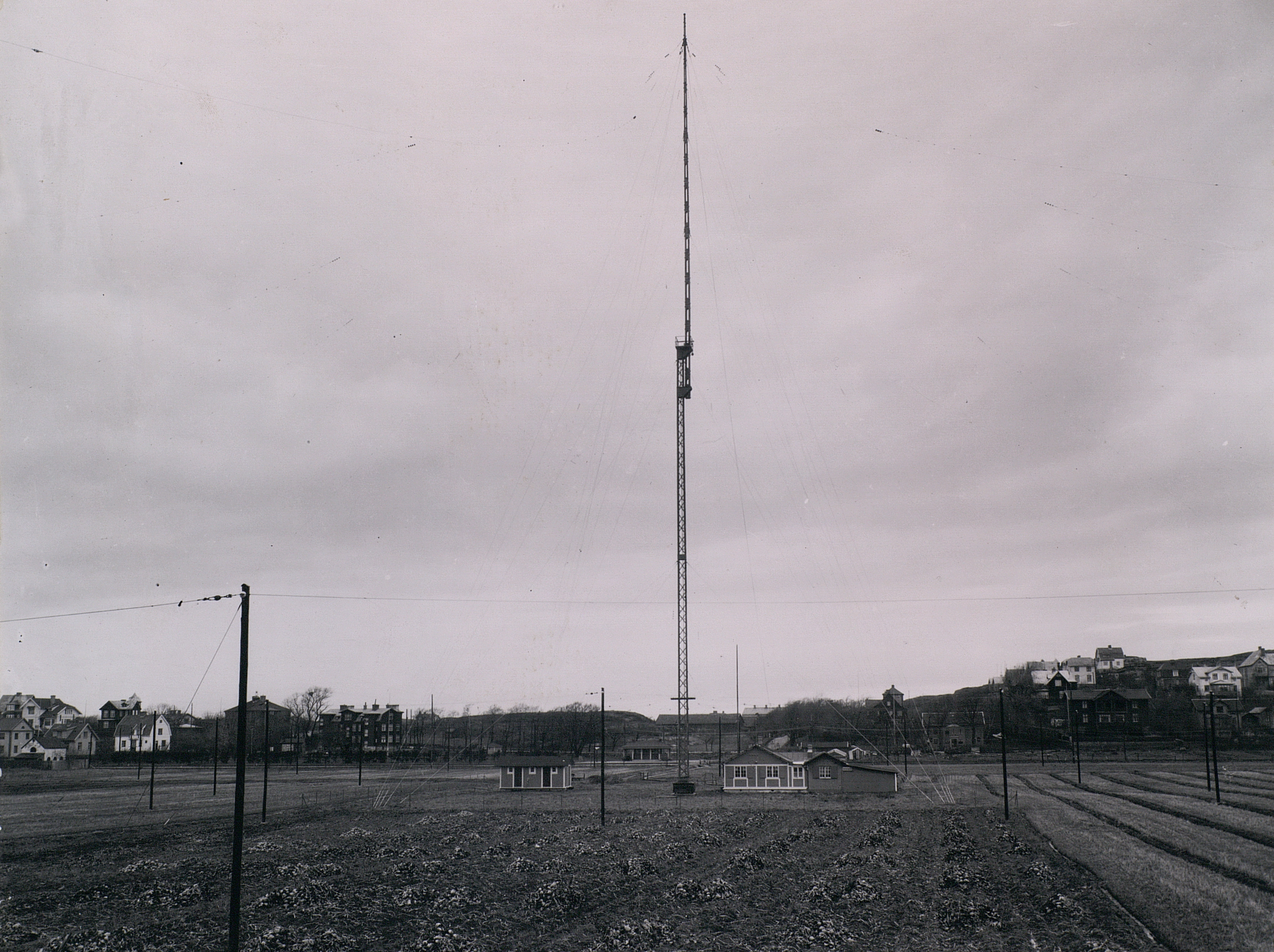
Göteborg radios stationsbyggnader och 80-meters mast på Gnistängen vid Nya Varvet.

Eftersom både Marinen och Telegrafverket hade behov av en radiostation för telegramtrafik till fartyg, en så kallad kustradiostation, i trakten av Göteborg i början av 1900-talet undersöktes olika stationsplatser. En "gnistsignalstation" som från 1908 varit förlagd till Oscar II:s fort med dåligt resultat, flyttades vid årsskiftet 1910—1911 och började uppföras på kronans andel av hemmanet Påvelund inom Nya Varvet, kallad "Gnistängen" därefter.
I december 1910 startades försökssändningar från "Nya Varfvets trådlösa Telegrafstation".  Den 18 september 1911 öppnades den officiellt som "Göteborgs gnisttelegrafstation" med anropssignal GSG (Gnist Signalstation Göteborg) för allmän trafik, med en gnistsändare på 16 kW för telegrafi på långvåg vilket då var Sveriges starkaste sändare, och masten var drygt 80 meter hög. Räckvidden enligt tester var 200 mil nattetid, och 120 mil dagtid. Stationen tillhörde vid öppnandet marinförvaltningen, men kunde även nyttjas av allmänheten. Den 1 maj 1912 övertog Telegrafverket stationen från marinförvaltningen, och blev då Sveriges första kommersiella radiostation, men den militära personalen blev kvar på stationen till första världskrigets slut. Omkring 1916/1917 ändrades stationens namn till "Göteborg radio". År 1923 ägde provsändningar för rundradion rum i samarbete med Handelstidningen och Föreningen Radioamatörerna. Programmet innehöll nyheter, väderleksrapport och en timmas grammofonmusik Efter installation av en 100 W-kortvågsändare 1926 kunde Göteborg radio hålla kontakt med amerikabåten Stockholm utanför USA:s ostkust, och var även avlyssnad av valfångare i Sydgeorgien. Den 5 augusti 1948 invigdes en ny kustradiostation, med mottagarstation i Onsala och sändarstation i Vallda i Halland, och samtidigt stängdes sändaranläggningen på Gnistängen ner.

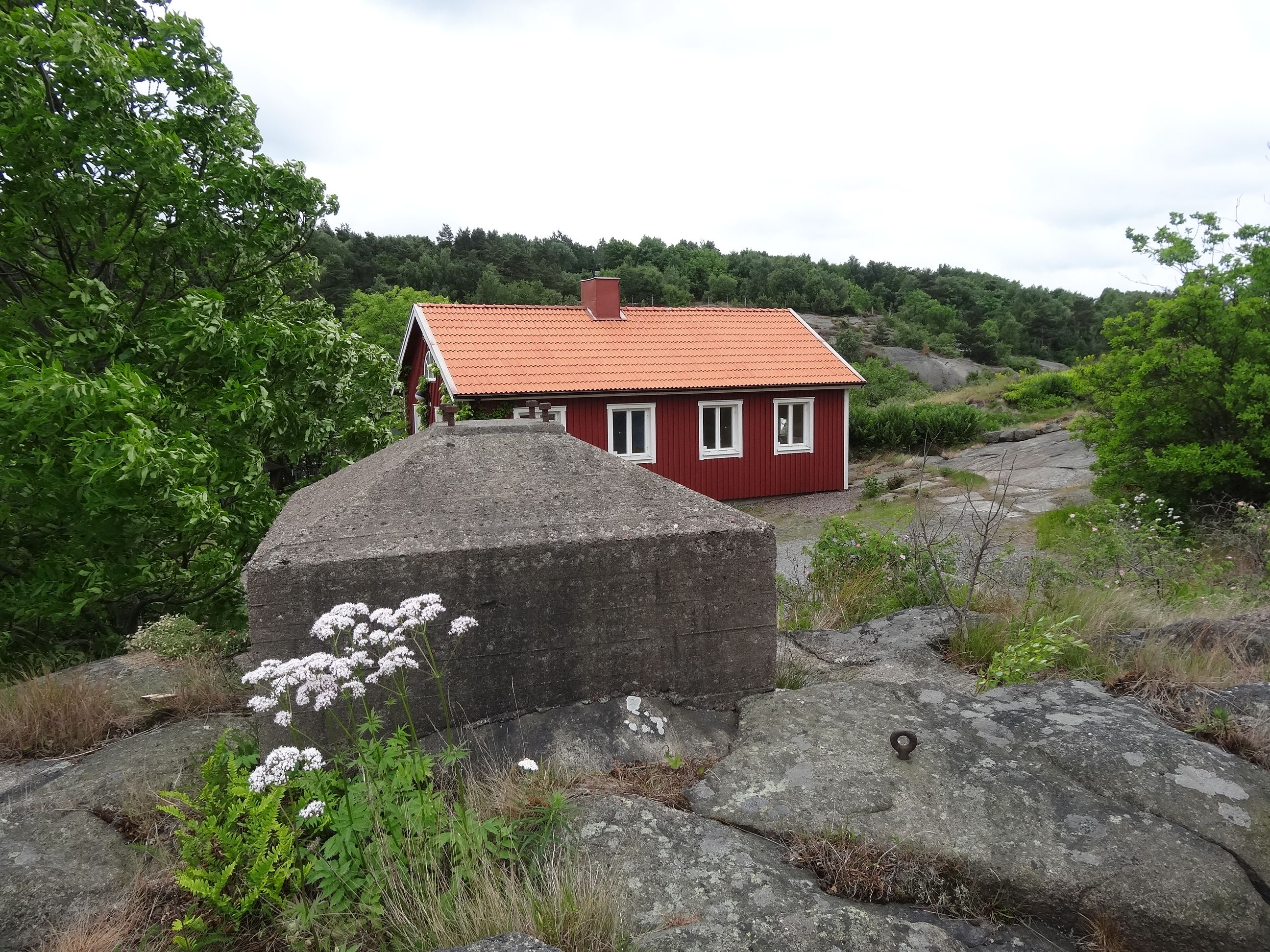
Den ursprungliga stationsbyggnaden för Älvsborg radio på Lilla Billingen, byggnad 39, står fortfarande kvar. Av antennanläggningen återstår bara fundament.

I slutet av 1930-talet insåg marinen, att det var hög tid att bygga upp en egen militär radioresurs i Göteborgsområdet. Under sommaren 1939 togs beslut om att driftsätta kustradiostationen Älvsborg radio, med stationshus i trä och med placering på Lilla Billingen inom Nya Varvets område. 48 meter höga master placerades på Stora- respektive Lilla Billingen.
Eftersom stationen behövde skydd mot beskjutning, helst bergrum, verkstäder på Nya Varvet behövde plats och radioförutsättningarna var dåliga förordades snart en flyttning av stationen. På senhösten 1940 togs beslut om att flytta till ön Hängesten vid Näset i sydvästra Göteborg. Under 1942 kunde personalen lämna Nya Varvet och flytta in i den nya fullträffsäkra anläggningen på Hängesten.
Den nyinrättade organisationen Försvarsväsendets radioanstalt (FRA) inrättade en provisorisk avdelning i Älvsborg radios gamla byggnad i september 1942, med kodnamn "Västbo". Här bedrevs signalspaning mot framförallt tysk och engelsk radiotrafik fram till sommaren 1943, då också Västbo flyttades till en annan plats på västkusten.
De gamla byggnaderna från Göteborg radio på Gnistängen eldades upp vid ett övningstillfälle för brandkåren den 3 oktober 1962.

## 250-årsjubileet
Den 14 juni 1950 firades Nya Varvets 250-årsjubileum, bland annat genom att hertigen av Halland avtäckte en minnessten i bohusgranit med inskriptionen: "År 1700 under Karl XII:s regering anlades vid Billingen skeppshamnen Nya Varvet." Samma dag flaggades det över topp på alla rustade örlogsfartyg vid Nya Varvet samt alla handelsfartyg i Göteborgs hamn. En utställning på Sjöfartsmuseet hade anordnats, med mottot "Vår sjöfart måste skyddas."